# 양산 단층
양산 단층(梁山 斷層, Yangsan Fault)은 대한민국 경상북도 영덕군에서 경주시, 경상남도 양산시와 부산광역시를 지나 남해로 가는 한반도 및 경상 분지 최대의 단층대이다. 양산 지질도폭(1964)에서 최초로 명명된 이 단층은 연장 170~200 km 이상의 대규모 단층이며 단층 양측의 경상 누층군 유천층군과 퇴적암 및 화강암의 암석 분포에 근거하여 양산 단층의 변위량은 우수향으로 21~35 km인 것으로 추정된다. 양산 단층은 한반도 경상 분지 내 북북동-남남서 방향의 대표적인 주향 이동 단층으로, 신생대 에오세 이후 최소 세 번의 주향 이동 운동과 두 번의 경사 이동 운동을 겪었던 것으로 보고되었다. 양산 단층대 남부 지역에서의 전기 비저항 탐사, 미소 지형 측량 및 야외 지질조사 결과를 종합할 때, 양산 단층대는 하나의 단층핵 또는 파쇄대가 아닌 최소 3~5매의 단층핵, 단층 손상대 또는 파쇄대가 복합적으로 발달하는 것으로 확인되었다.

## 양산 단층에 대한 지질학적 연구

### 운동 시기
양산 단층은 주로 중생대 백악기 말에서 신생대 제3기 초에 형성된 단층으로 해석되었으나 최현일과 박관순(1985)은 경상 분지 퇴적 이후 신생대 네오기에 형성된 단층으로 해석하였으며 Jolivet 외(1991)는 양산 단층의 주 활동 시기를 42~14 Ma로 제시하였다. 양산 단층은 여러 곳에서 제4기에 단층 운동을 한 활성단층의 증거들이 발견되며 가장 최근의 단층 활동은 서기 536년에 있었다.

### 양산 단층의 변위량
지질도를 보면, 북북동-남남서 주향의 양산 단층은 경상 분지 동부를 가로지르고 있으며 양산 단층에 의해 경상 누층군 하양층군 대구층(또는 울산층, 사연리층)과 유천층군의 화산암류 그리고 화강암류가 변위되어 있음을 확인할 수 있다. 여러 학자들은 이러한 지질도 상에서의 암석의 분포를 근거로 양산 단층의 변위량을 우수향으로 21~35 km인 것으로 해석하였다.
- 백악기 경상 분지 퇴적암 경상 누층군의 분포를 근거로 하여 약 25 km의 우수향 변위가 보고되었다.[13][14]
- 엄상호 외(1983)는 양산 단층 서부에 유천층군 화산암류와 화강암류가 분포하고 동부에 유천층군 하부의 구영리층, 사연리층 등이 분포하는 지질의 차이로 단층의 존재를 인지하였고 단층 동부를 북쪽으로 25 km 이동시키면 단층 양측의 지질이 잘 연결된다고 설명하여 양산 단층의 변위량을 우수향으로 25 km인 것으로 보고했다.[3]
- 장기홍 외(1990)는 경상 분지 동부 영덕군 지역에서 양산 단층의 동측 지괴를 북쪽으로 약 35 km 이동시키면 단층 양쪽의 지질 분포가 딱 맞는다는 점을 들어 양산 단층의 변위량이 우수향으로 35 km인 것으로 설명했다.[4]
- 장태우, 장천중, 김영기(1993)는 단층대에서 그 폭에 대한 변위의 비는 60~70 정도라는 사실[15]에 입각하여 언양 지역에서 양산 단층의 변위량을 15 km, 양산 지질도폭 지역에서 30 km로 추정했다.[16]
- 황병훈 등(2004)은 양산 단층 양쪽의 화강암의 대칭적 특성에 근거해 양산 단층의 변위량을 우수향으로 21.3 km인 것으로 추정했다. 울주군 언양읍을 중심으로 북동 20°방향의 추정 단층선을 따라 화강암류들을 약 21.3 km 좌수향으로 수평 이동시키면, 양측 지괴에서 화강암류의 노출면과 암상 경계가 거의 일치하게 된다.[5]
- 황병훈 등(2007)은 양산 단층 양쪽의 화강암 암상을 분석하고 50 Ma 이후 21 km의 우수향 주향 이동 운동을 제안했다.[17]
- 황병훈 등(2010)은 경주시-포항시 기계면 지역의 A-형 알칼리장석 화강암(남산화강암) 분포에 근거하여 팔레오세 화강암의 결정화(crystallization) 이후 21 km의 우수향 주향 이동 운동을 제안했다.[18]
- 김남권 등(2020)은 양산 단층 중남부의 4개 지점에 대한 하안단구의 오프셋(offset, 경주 내남면 용장리 지점: 19.09±2.58 m, 21.92±2.69 m, 울주군 삼남면 교동리 지점: 195.43±23.54 m, 울주군 삼남면 상천리 지점: 37.53±6.56 m, 양산시 하북면 초산리 지점: 9.68±2.73 m, 34.44±4.40 m)을 확인하고 제4기 하안단구 형성 이후 양산 단층을 따라 발생한 고지진은 일부 경사 이동 성분을 포함하나 우수향 주향 이동 단층의 운동이 우세했다고 결론 지었다.[19]

### 양산 단층의 구조운동과 역사
양산 단층은 과거에는 단순히 우수향 주향이동 단층으로 해석되었으나, 오늘날에는 우수향 주향이동을 비롯하여 좌수향 및 경사 운동 등 응력 환경의 변화에 따라 여러 운동을 복합적으로 겪은 것으로 해석된다. 우수향 주향이동은 양산 단층의 운동 역사에서 가장 뚜렷한 기록이다.
- 장천중과 장태우(1998)는 양산 단층의 구조운동사를 해석하기 위해 양산에서 포항까지 1,033개의 소단층과 단층조선을 분석하고 단층대에서 확인되는 단층조선에 근거하여 I~VI 6개의 지구조 사건을 추정하였다. 북서-남동 방향의 신장 운동(사건 I)에 의해 양산 단층이 형성되었으며, 뒤이어 동북동-서남서 압축과 북북서-남남동 신장 운동을 보인 사건 II에 의해 양산 단층은 우수향의 주향 이동을 했는데 장천중과 장태우는 이들 두 사건이 발생한 시기에 양산 단층이 가장 활발한 활동을 하여 25 km[3], 35 km[4] 또는 10~15 km[16]의 변위가 발생한 것으로 추정하였다. 뒤이어 북서-남동 방향의 압축력(사건 III)과 동북동-서남서 방향의 인장력(사건 IV)에 의해 양산 단층은 좌수향 주향이동을 하였으며, 사건 V에서는 동-서 방향의 압축 응력이 양산 단층의 주향에 직각으로 놓여 단층의 이동량은 거의 없었다. 마지막으로 북북동-남남서 방향의 압축력과 동남동-서북서 방향의 신장력을 보인 사건 VI에 의해 양산 단층은 미약한 신장 혹은 우수향 주향이동을 하였다. 그리고 양산 단층은 단순 우수향 주향이동 단층이 아니라 에오세 이래 동해의 확장 운동과 같은 광역적인 지구조 운동에 의해 다중 변형을 받은 것으로 해석되었다.[20]
- 김인수(1992)는 동해의 북서-남동 내지 북북서-남남동 방향의 확장에 수반되어, 양산 단층이 신생대 마이오세에 우수향 및 좌수향 주향 이동 단층으로 재활되었다고 설명하였다.[21]
- 조성권 외(1995)는 동해 대륙 주변부의 탄성파 탐사자료에 근거하여, 신생대 포항 분지와 해저의 영덕 분지가 양산 단층과 해저의 후포 단층의 우수향 주향이동에 의해 형성된 인리형 분지(pull-apart basin)라고 해석하였다.[22]
- 최범영(2006)은 양산 단층 그리고 포항 분지 내에 형성된 장사 단층의 우수향 주향 이동에 의해 만들어진 퇴적 동시성의 신광 주향이동 듀플렉스(Singwang strike-slip duplex)가 존재함을 주장하였다. 이 연구에서 양산 단층에서 갈라져 나온 윈말, 도천, 유계, 고주산, 냉수, 말골, 오금, 모아 단층 8개의 단층이 확인되었으며, 듀플렉스 형성 이후 포항-울산 지괴의 회전과 관련되어 양산 단층의 좌수향 주향이동이 있었고, 그 후 서북서-동남동 방향의 압축력에 의해 양산 단층은 형산강을 따라 발달하는 동-서 주향의 형산 단층[23]에 의해 우수향으로 절단되었다.[24]
- 조형성 외(2007)는 양산 단층 동편의 화강암질암에서 확인된 북동-남서 주향의 자기적 엽리구조가 양산 단층의 좌수향 주향이동의 산물인 북서-남동 방향 압축력에 의한 결과로 해석하였다. 이 화강암질암의 연령이 약 60~70 Ma로 알려져 있어 양산 단층은 백악기 말에서 신생대 초에 해당하는 이 시기에 좌수향 주향이동 운동을 한 것으로 추정하였다.[25]
- 조형성 외(2016)는 양산 단층과 동래 단층 사이에 있는 다대포 분지의 구조지질학적 특징과 암석의 절대연령에 근거하여, 다대포 분지가 중생대 백악기 상파뉴절(Campanian)에 북북동 주향의 양산 단층과 동래 단층의 좌수향 주향이동에 의해 형성된 인리형 분지(pull-apart basin)임을 제안하였다. 그리고 이 좌수향 주향이동은 고태평양판(쿨라판 또는 이자나기판)의 사교 섭입에 의해 유도된 것으로 해석하였다.[26]
- 천영범 외(2017)는 경부고속도로 경주-언양 간 확장공사로 드러난 양산 단층대의 주요 노두를 분석하고 양산 단층의 강력한 우수향 주향 이동이 이전에 발생한 좌수향 주향이동에 의한 변형을 압도하였음을 확인하였다. 양산 단층이 백악기 말~신생대 초에 좌수향 주향이동 운동[25][26]을 하였다는 기존 연구를 토대로 양산 단층은 중생대 백악기 말 북서-남동 방향의 압축력 하에서 좌수향 주향 이동 운동을 겪었으며, 양산 단층의 우수향 주향이동을 지시하는 A-형 알칼리장석화강암의 절대 연령이 50 Ma[17]이고 양산 단층의 우수향 주향이동은 마이오세 분지의 형성과는 관련 없으며 이 시기에 양산 단층의 활동이 미미했다는 점을 들어, 43~25 Ma 동안 북동-남서 방향의 광역적인 압축력 하에서 우수향 주향이동을 겪었던 것으로 해석하였다. 그리고 그 이후에도 응력 환경의 변화에 따라 소규모 운동을 여러 번 겪은 것으로 추정하였다.[27]

### 양산 단층의 분절
큰 규모의 지진이라 하더라도 한 번의 지진에 의해 단층 전체가 파열되는 현상은 별로 없다. 대규모 단층을 따라 지진이 발생하는 경우 보통 단층 전체의 일정한 부분이 한 번의 시기에 파열되는 것으로 알려져 있다. 이렇게 단층이 여러 조각으로 나누어져 있는 것을 분절현상(segmentation)이라고 하며 각각의 조각을 분절(segment, 分節)이라 한다. 단층은 여러 개의 분절(segment)로 구성되어 있는데, 대개 한 번의 지진으로 인해 일부 분절만이 파열되며 각 분절에서 발생하는 지진에 의한 단층 운동은 대체로 그 분절(구역)에 제한된다. 지진으로 인한 파열은 단층 분절의 경계에서 개시 및 종결되는 특성을 보이기 때문에 단층에 대한 고지진의 이력을 해석하기 위해서는 '단층 분절화(fault segmentation)' 개념을 바탕으로 각 단층분절에 대한 정보를 분석할 필요가 있다. 이를 통해 해당 단층에서 발생할 수 있는 지진의 최대규모 및 대규모 지진의 재발주기 등을 추론할 수 있다.
역사지진과 고지진에 대한 연구는 세계 각지의 활성단층이 서로 다른 지진학적 특성을 갖는 몇 개의 분절(Segment)로 나누어져 있으며 각 분절은 지진을 연속적으로 발생시킨다. 양산 단층과 같이 큰 규모의 지진활동과 뚜렷한 변형을 보이지 않는 단층의 특성을 이해하기 위해 여러 학자들에 의해 양산 단층의 분절 연구가 수행되어 왔다. 단층으로 인한 지진력의 평가는 전체 단층이 한번에 운동한 것이 아니라 단층의 각 분절의 운동에 따른 지진발생을 정량적으로 평가하는 것이다. 주어진 활성단층을 대상으로 지진의 재발특성을 이해하고 지진의 위험성을 분석하기 위해서는 단층의 분절시스템에 기초한 고지진학적 연구가 필요하다.
- 이기화와 진영근(1991)은 서기 2년부터 1989년까지 발생한 126개의 역사 지진과 14개의 계기 지진에 근거하여 양산 단층을 북부, 중앙, 남부 3개의 구역으로 나누었다. 북부와 중앙의 경계는 지진공백(Seismic gap)을 보이는 북위 36.2도 선으로 이곳은 양산 단층과 울산 단층이 교차하는 곳이다. 중앙과 남부의 경계는 지진활동 양상이 변화하는 북위 35.5도 선이다. 각 구역에서 발생한 최대 지진의 MM 진도는 북부, 중앙, 남부에서 각각 VII, IX, VIII로 나타났다.[31]
- 장태우 외(1993)는 언양 지역 양산 단층에 대한 구조지질학적 측면에서 양산 단층에 수반되어 발달한 이차단열 또는 전단단열의 연구로 양산 단층을 우수향의 주향 이동 단층으로 보았으며, 단층대의 폭은 낙동강 하구에서 언양을 향해 감소하며 그 이북에서 50 m 이하로 줄어들고 그 북쪽의 경주~포항 기계 지역에서 다시 폭이 넓어지는 사실로, 언양 북부 지역을 경계로 그 남북이 서로 다른 분절(segment)로 보아야 한다고 언급했다.[16]
- 장천중과 장태우(2009)는 단층대 폭의 주기적 변화, 단층암의 변형양상 등을 근거로 양산 단층 중 양산시-포항시 신광면 구간을 5개의 구역(A~E)으로 구분하였다. A 구간은 양산시-울주군 두동면 구간이며 넓은 단층대 폭을 가지고 있다. B 구간은 울주군 두동면-경주시 내남면 구간이며 양산 단층의 주향이 북북동-남남서에서 남-북으로 급격히 변화하며 A 구역과는 달리 단층대 폭이 매우 좁다. C 구간은 경주시 내남면에서 경주시 남쪽 입구에 이르며 노출된 자료들이 많지 않아 별도의 구역으로의 특징을 설명하기 곤란하나 야외 구조요소들을 근거로 구분하였다. D 구역은 경주시 남쪽 입구에서 동국대학교 경주분교 및 안강읍에 이르며 넓은 단층대를 가진다. E 구간은 안강에서 포항시 신광면 냉수리에 이르며 점차 단층대 폭이 좁아지면서 북으로 연장되는 양상을 보인다.[32]
- 최진혁 외(2017)는 구조지질학적 및 고지진학적 기존 자료와 위성영상에서 관찰되는 단층의 기하 특성을 바탕으로 앞선 연구와는 다른 3조의 분절로 구성된 양산단층을 제안하였다. 그리고 양산 단층을 따라 가장 분명하게 관찰되는 곳으로 울주군 두서면을 거론하며 이 지점은 양산 단층 중부와 남부의 경계부로 오랜 기간동안 지진파열의 전파 및 확장을 방해하는 '장벽' 역할을 했을 것으로 추정하였으며 이 분절경계부 주변에서 2016년 경주 지진 이후 한 달간 이어진 약 470여 차례의 여진이 발생했다는 점에 주목했다.[30]

### 가음 단층과의 관계
가음 단층은 동쪽의 양산 단층에 의해 절단되어 있으며 동-서 방향의 횡압력에 의해 형성되었다. 동-서 방향의 횡압력에 의해 형성된 서북서 방향의 가음 단층은 북동-남서 방향의 횡압력에 의해 형성된 양산 단층에 의해 절단되는데 이로부터 가음 단층이 먼저 생겨났음을 알 수 있다. 백악기에서 신생대로 넘어갈 즈음에 동-서 방향의 횡압력으로 가음 단층이 먼저 생성되고 그 후 북동-남서 방향의 횡압력에 의해 양산 단층이 형성되었으며 이 지구조 운동은 최소한 제3기 말까지 지속되었다.
최승찬 외(2024)는 양산 단층 일대의 중력장을 조사하고, 양산 단층 동쪽으로 뻗어 나간 가음 단층의 동부 분절—포항 분지 밑에 묻혀 있다—이 양산 단층의 우수향 주향이동에 의해 남쪽으로 25 km 변위되었으며, 가음 단층의 최동단은 연일구조선의 좌수향 주향이동에 의해 다시 북쪽으로 이동한 것으로 해석하였다.

### 지하수
정찬호 등(2016)은 양산 단층대 지역에서 지하수의 순환에 대한 단층대의 영향을 알아보기 위해 양산 단층 주변에서 8개의 지하수 시료를 채취하였고, 대기기원의 3He 함량의 우세함을 근거로 단층대를 통하여 강수의 지하수로 유입이 활발한 대수층 환경임을 지시한다고 결론지었다.

## 양산 단층의 활성단층 여부와 양산 단층의 지진
양산 단층 부근 지역은 조선시대에도 큰 지진이 발생했었다는 기록이 남아 있다. 한반도에서 발생한 역사 지진 중 최고 진도(MMI=VIII) 중 절반이 양산 단층 지역에 집중되어 있으며, 경주시 지역은 역사기록에서 지진으로 인한 피해가 잦았던 지역에 속한다. 조선왕조실록에는 1643년, 울산에서 땅이 갈라지고, 물이 솟구쳐 나왔으며 지진해일이 발생했다는 기록이 남아 있다. 1681년에도 큰 지진이 발생했다는 내용이 기록되어 있는데, 이 당시의 지진 규모는 6.5 이상의 강진으로 추정되고 있다.
그러나 양산 단층의 활성화 여부를 두고 30년 넘게 논쟁이 끊이지 않았는데, 논쟁이 계속된 데는 인근에 대규모 지진이 발생하지 않았고, 정확한 지질 조사가 이뤄지지 못했던 것이 꼽힌다. 첫 제기는 일제 시대 일본인 학자에 의해 거론된 적이 있었지만, 본격적인 논의는 1983년 이기화 서울대 명예교수로부터 촉발됐다. 이 교수는 양산 단층 주변의 소규모 지진 발생을 근거로 양산 단층이 활성단층일 수 있다고 주장했다. 당시 국책연구소가 즉각 반론을 제기했고, 원자력발전업계 내에서도 큰 논란이 있었는데 양산 단층 인근에 위치한 원자력 발전소들의 안전성 문제가 우려되었기 때문이었다.
한반도에 활성단층이 존재한다는 본격적인 최초의 주장은 양산 단층의 지진활동에 대한 이기화 외(1983, 1984)의 연구에서 비롯하였다. 이들은 1982년 8월 26일부터 12월 27일까지 양산 단층과 인접한 동래 단층 및 언양 단층(오늘날의 모량 단층)에서 규모 1.1~2.7의 지진들이 매일 평균 1회 발생하는 것을 발견했다. 또 역사 지진자료에서 양산 단층이 통과하는 경주 부근에서 MMI VIII 이상의 지진이 10회 발생했음을 발견했으며 최대 진도를 IX로 보았다. 역사지진 중 779년 경주 지진으로 100여명이 사망했다. 지질학적으로 양산 단층이 동해로 연장된다는 주장이 있었고 따라서 1981년과 1982년 포항과 울진에서 발생한 지진들도 이 연장선상에서 발생했을 가능성이 있다. 이를 근거로 이들은 양산 단층이 산안드레아스 단층과 같은 명백한 활성단층이라고 주장했다. 또한 양산 단층은 타이완 동부에서 제주도(동부)를 지나 울릉도까지 이어지는 대규모 단층의 일부라는 주장도 나왔다. 이기화 외(1986)는 양산 단층 북부의 지진 활동과 지구조선과의 연관성을 알아보기 위해 양산 단층 북부 지역을 조사하였다. 조사 결과 양산 단층이 안강읍을 북북동 주향으로 지나는 것이 확인되었고 경상 분지 북동부에서는 지진 활동이 양산 단층계와 잘 연관되나 다른 지역에서는 양자의 관계가 모호한 것으로 밝혀졌다. 자력탐사 수행 결과 양산 단층 파쇄대에서는 지하 30~85 m에 암반이 위치하며 전기 비저항값이 낮다는 것이 밝혀졌다. 방사능탐사는 양산 단층대를 따라서 감마선이 증가하는 것을 보여주었다.
양산 단층이 활성이라는 이기화와 나성호(1983)의 주장에 대하여 김성균과 조동행(1984)이 이들이 이 일대의 인공폭파에 의한 지반진동을 미소 지진으로 오인하였고, 불합리한 해석방법으로 성급한 결론을 내려 양산 단층을 활성 단층으로 인정할 수 없다는 반론을 제기하였다. 이 반론에 대하여 이기화(1985)가 미소지진들이 폭파지진이 아니고 실제로 발생한 지진임을 입증하였고, 해석방법이 불합리하다는 이들의 주장이 지진학적으로 타당하지 않음을 밝혔다. 이로부터 양산단층이 비활성임을 주장하는 어떠한 반론도 제기되지 않았다.
1990년대에는 한국과 일본의 공동 연구로 '포세이돈 프로젝트'가 진행되면서 항공촬영을 통한 지형분석으로 양산 단층의 선상구조가 확인되었다. 이후 1997년 한일 양국의 교수 3인으로 구성된 '양산 단층의 활성관계' 한일 공동연구팀이 울산광역시 부근에서 현지 굴착 조사를 통해, 양산단층이 20만~30만 년 전에 활동한 제4기 단층임을 확인하면서 활성 여부 논쟁이 다시 가열됐지만 결론을 도출하지 못했다.
2009년부터 2012년까지 당시 소방방재청 (현 국민안전처)의 의뢰로 한국지질자원연구원이 3년간 수행한 연구에서도 양산 단층과 울산 단층은 활성단층으로 추정된다는 결론이 났지만 공개되지 않은 채 묻혔다. 당시 전문가 그룹은 조사기간이 짧고 조사방식 역시 단일해 신뢰성을 얻기 힘들다고 판단했다.

### 1997년 경주 지진
경재복과 이희욱(1998)은 규모 4.2의 1997년 경주 지진의 주 피해 지역이 북북동 방향의 양산 단층의 일부 지역을 포함한 장방향으로 나타나고 단층면해 역시 고각도의 북북동 방향의 주향이동을 나타내는 것에 근거하여 1997년 경주 지진이 양산 단층에서 발생하였을 것으로 추정하였다. 정태웅과 김우한(2000)은 절단면의 주향, 경사, 면선각이 150±4°, 63±6°, 65±7°또는 18±12°, 26±3°, 120±5°인 것으로 도출하였고 이는 주향이동이 포함된 역단층을 의미한다. 그리고 이를 근거로 1997년 경주 지진이 양산 단층의 활성운동에 의한 것으로 보았다.

### 2016년 경주 지진
기상청은 지진대응 보고서에서, 2016년 경주 지진이 양산 단층 또는 주변 단층의 수평 이동으로 인해 지진이 발생했다고 추정했다.

### 기타
경주시의 경우, 신라 시대 동안 다수의 지진 기록이 존재한다. 서기 100년 경주 지진, 123년 경주 지진, 304년 경주 지진, 510년 경주 지진, 779년 경주 지진 등의 진도 VIII 이상 대규모 지진이 삼국사기에 기록되어 있으며, 이들 지진은 경주시를 지나는 양산 단층에서 발생한 것으로 보인다.
배대석 외(2009)은 단층과 지진 발생과의 관계를 알아보기 위해, 169개의 역사지진과 126개의 계기지진 자료를 이용하였다. 역사지진에서 보여주는 규모 5 이상의 지진과 단층과의 관계에서는 일부 진앙지가 양산단층대에 위치하고 있지만 진앙지와 양산단층대와 직접적으로 연관성을 찾기 어려웠으며, 계기지진도 양산 단층과의 유의미한 상관관계를 보이지 않았다. 따라서 한반도 동남부에 양산 단층대와 같은 제4기 단층들이 발견되고 있지만 실질적으로 역사 시대 이래 지진 발생에 의한 단층의 활동도를 평가할 때 지진 발생이 특정 단층과 직접적인 관계를 보여주기 보다는 오히려 배경지진의 특성으로 볼 수 있는 것처럼 분산된 양상을 보였다.
우상우 외(2015)는 2016년 경주 지진이 발생하기 9개월 전에, 양산 단층의 마찰 특성을 이해하기 위해 양산시와 포항시 지역에서 채취한 단층비지 시료를 대상으로 전단속도변화실험(velocity stepping test)을 실시하였다. 실험 결과 단층 미끌림의 시작 깊이에서 단층암의 특성이 지표 노두에서와 유사하다는 가정 하에, 시료가 채취된 지역의 양산 단층에서는 단층이 재활될 경우, 크리프 단층과 같이 지진을 유발하지 않는 안정한 미끌림(stable slip) 거동을 보일 것이라고 결론 내렸다.
단층의 변위로부터 추정한 제4기 지층의 변위율은 0.73±0.07 mm/yr 수준으로, 경험식에 기반한 단층 운동 모델링 결과는 550~1500년의 재발 주기로 최대 규모 6.07~6.25 범위의 지진이 발생할 수 있음을 나타낸다. 양산 단층의 수직 미끄럼률은 0.02-0.07 mm/yr으로 추정되며, 가장 최근의 고지진은 기원후 536년에 발생했던 것으로 나타났다. 현재까지의 제4기 단층 노두, 단층 분절 및 고지진 연구와 이에 따른 단층의 변위량 등을 종합해보면 양산 단층의 최대 지진 규모는 약 7.3으로 추정된다.

## 양산 단층대

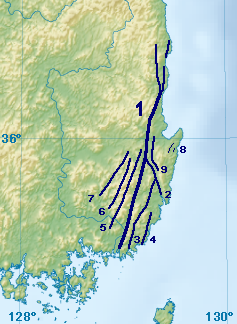
양산 단층대:
1: 양산 단층
2: 울산 단층
3: 동래 단층
4: 일광 단층
5: 모량 단층
6: 밀양 단층
7: 자인 단층
9 : 연일구조선

한반도 경상 분지 남동부에는 양산 단층 외에도 서쪽에서 동쪽으로 자인 단층, 밀양 단층, 모량 단층, 양산 단층, 동래 단층, 일광 단층 6개의 북북동-남남서 주향의 단층들이 존재하며, 이들을 묶어 양산 단층계(Yangsan Fault System) 또는 양산 단층대(Yangsan Fault Zone, YFZ)라 한다. 이들은 중생대 백악기 경상 누층군과 불국사 화강암류를 절단하며, 양산 단층과 평행하다. 이들 자인·밀양·모양·양산·동래·일광 단층은 서로 다른 단층처럼 보이지만, 땅속으로 들어가면 하나로 모이는 꽃 스트럭쳐(flower structure)라는 설명도 있다.

### 일광 단층
일광 단층(日光 斷層, Ilgwang Fault)은 울산광역시 울주군 온양읍에서 기장군 일광읍과 장안읍을 지나 부산광역시 해운대구 송정동과 부산 앞바다으로 이어지는 북북동-남남서 주향의 주향 이동 단층이다. 양산 단층대의 일부인 일광 단층은 동래-월내도폭(1978)에서 처음 보고되었으며 선상구조를 기준으로 할 때 단층의 연장은 최소 45 km이다. 이 단층은 고리원자력발전소에 가장 가까운 단층이다.

### 동래 단층
동래 단층(東萊 斷層, Dongnae Fault)은 양산 지질도폭(1964)과 언양 지질도폭(1972)에서 오복 단층이라는 이름으로 처음 기재되었다가, 이후 동래 지질도폭(1978)에서 처음으로 동래 단층으로 명명되었다. 장태우와 추장오(1998)는 양산시 웅상읍과 웅촌면 일대의 동래 단층을 조사하고 단층비지(fault gouge)에 대한 K-Ar 절대연령측정에 의해 열수변질을 수반한 동래 단층의 주요 활동 시기는 신생대 고제3기에 해당하는 51.4∼57.7 Ma와 40.3∼43.6 Ma으로 보고하였다. 동래 단층은 경주시 외동읍 구어리 일대에서 울산 단층과 교차하는 것으로 해석된다. 동래단층은 북북동 주향으로 일직선으로 연장되는 교과서적인 단층이 아니라, 다소 다른 방향성을 가지는 여러 조의 단층 분절(segment)들이 모여서 단층대를 형성하는 것으로 알려져 있다. 동래 단층은 울산 북부에서는 대체로 북북동 방향으로 연장되나, 울산-양산-언양 일원에서는 국부적으로 북동-남서 방향으로 분지되거나, 북동 10~30°범위에서 1조 또는 여러 조의 방향으로 나타난다.

### 모량 단층

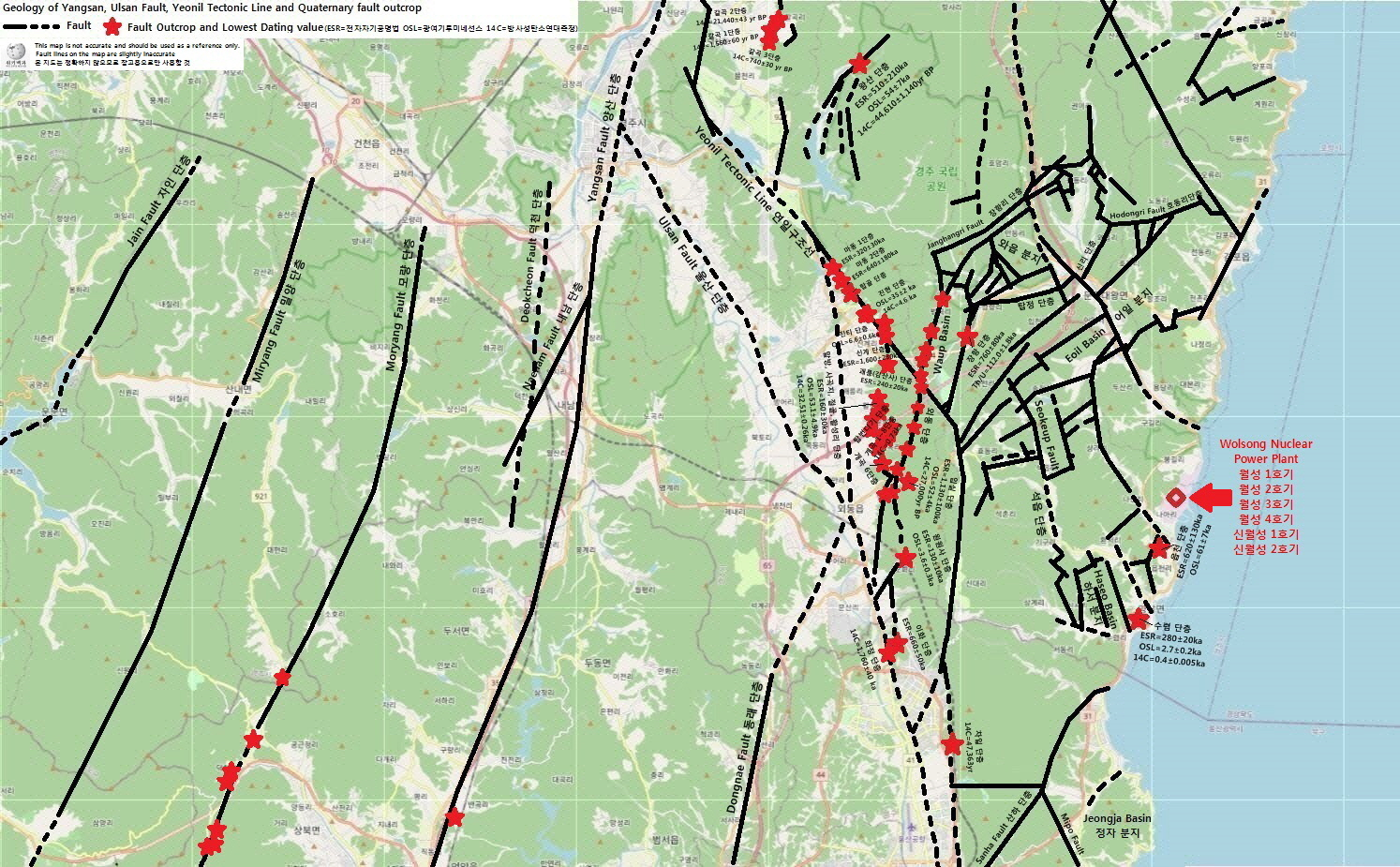
모량 단층, 밀양 단층과 자인 단층

모량 단층(牟梁 斷層, Moryang Fault)은 경주시 건천읍 모량리에서 가지산 동부 상북면을 지나 김해시까지 이어지는 총 연장 90 km의 주향 이동 단층다. 이 단층은 모량 지질도폭(1971)에서 처음 보고되었으며 김해시에서 경주시 안강읍까지 이어지는 연속적인 선상구조와 단층곡으로 인지된다. K-Ar 연대측정 결과 모량 단층의 운동 시기는 신생대 고제3기인 5700만 년 전과 신제3기 마이오세에 해당하는 1900만년 전으로 보고되었다. 2016년 경주 지진 당시 한국지질자원연구원은 양산 단층 서쪽에 있는 모량 단층에서 지진이 발생했을 가능성을 제시했지만 학계에서는 미지의 활성단층에서 일어났을 가능성을 제기하고 있다.

### 밀양 단층
밀양 단층(密陽 斷層, Miryang Fault)은 경주시 건천읍 송선리 건천 나들목 부근에서 산내면 의곡리, 밀양시 산내면 남명리, 단장면 범도리와 국전리를 지나 삼랑진읍으로 이어지는 북북동-남남서 주향의 단층이다. 이 단층은 기존의 1:5만 지질도폭에서 보고된 것 이외에는 지질학적 연구가 전무하다. 

### 자인 단층
자인 단층(慈仁 斷層, Jain Fault)은 자인(1973) 및 모량 지질도폭(1971)에서 보고된 북동-남서 주향의 단층으로, 이름과 다르게 경산시 자인면을 지나지 않고 경주시 산내면 우라리에서 청도군 운문면의 운문호로 이어진다. 모량 지질도폭에서 북동 10~20°의 주향을 가지는 것으로 보고되었으며, 자인 지질도폭에서는 언양 화강암의 분포 양상으로 추정된 단층이나 야외에서 확인조차 되지 않았다. 자인 단층에 대한 정보는 이상이 전부이며 자인, 모량 지질도폭을 제외하고 자인 단층에 대한 지질학적 정보나 연구는 전무하다.

## 양산 단층의 자취 (양산 단층의 노두)
양산 단층을 따라서 제4기 단층들의 노두가 수십 곳 노출되어 있으며 이들 모두 양산 단층의 주 단층과 관련되어 있거나 부수 단층에 해당한다. 경주시로부터 북쪽으로 나타나는 제4기 단층들은 울진군의 구산 단층을 비롯하여 평해읍의 평해단층, 영덕군의 자부터 단층, 덕곡 단층, 포항시 인근의 보경사 단층, 유계 단층, 반곡 단층, 벽계 단층 등이 있다. 경주 이남의 언양-통도사 주변에는 신화, 월평, 연봉, 조일, 가천, 상천 단층 등의 활성단층 노두들이 군집하고 있으며 ESR 연대측정법 및 제4기 지층의 연구로 이들 중 상당수가 양산 단층이 제4기에 활동했다는 것을 지시하고 있다.

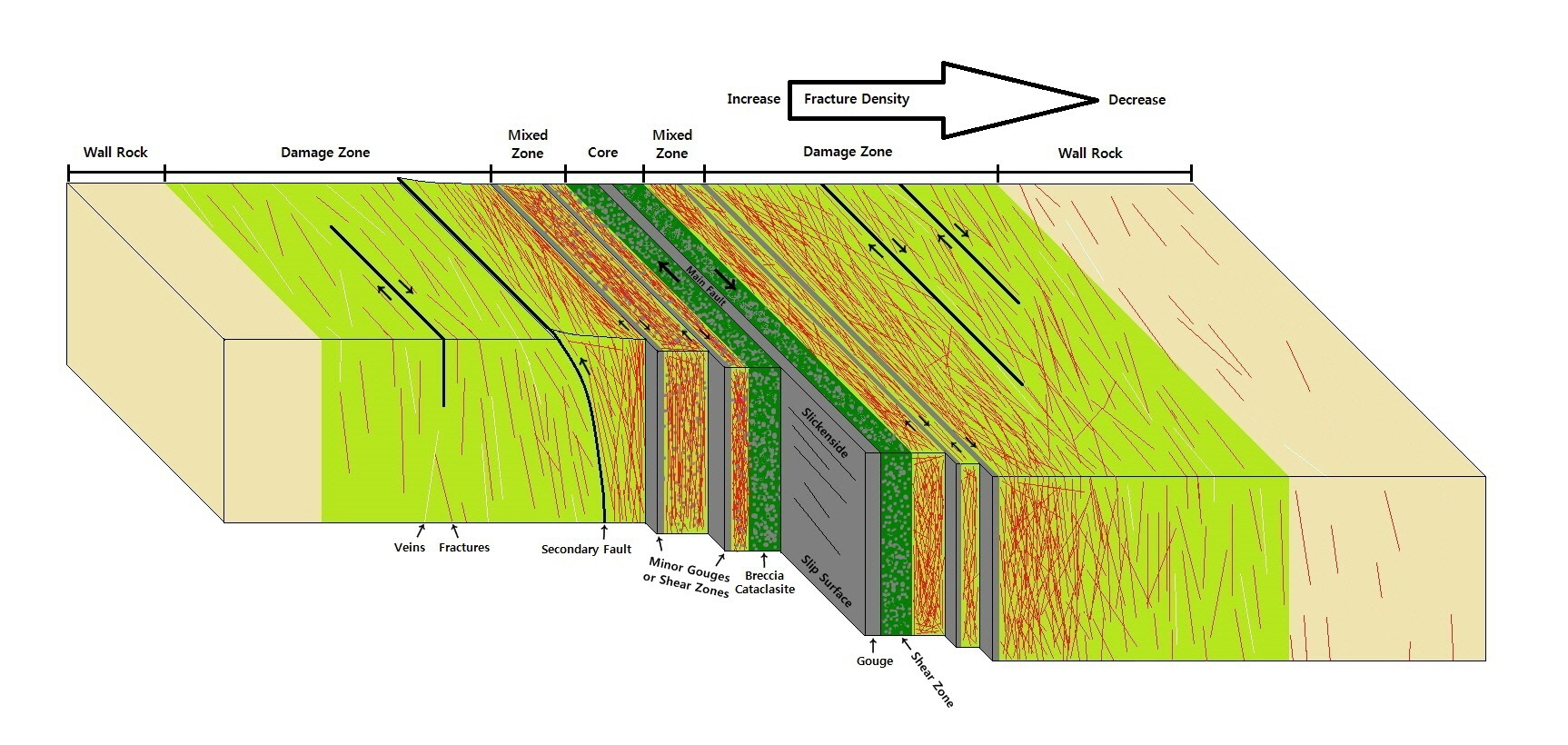
일반적인 대규모 단층대의 구조이다.
Core : 단층핵 Mixed Zone : 혼합대 Damage Zone : 단층손상대 Wall Rock : 모암 Gouge : 단층비지 Breccia : 단층각력암 Cataclasite : 압쇄암 Shear Zone : 전단대 Fracture : 단열, 절리, 균열 등 Veins : 세맥

## 울진군

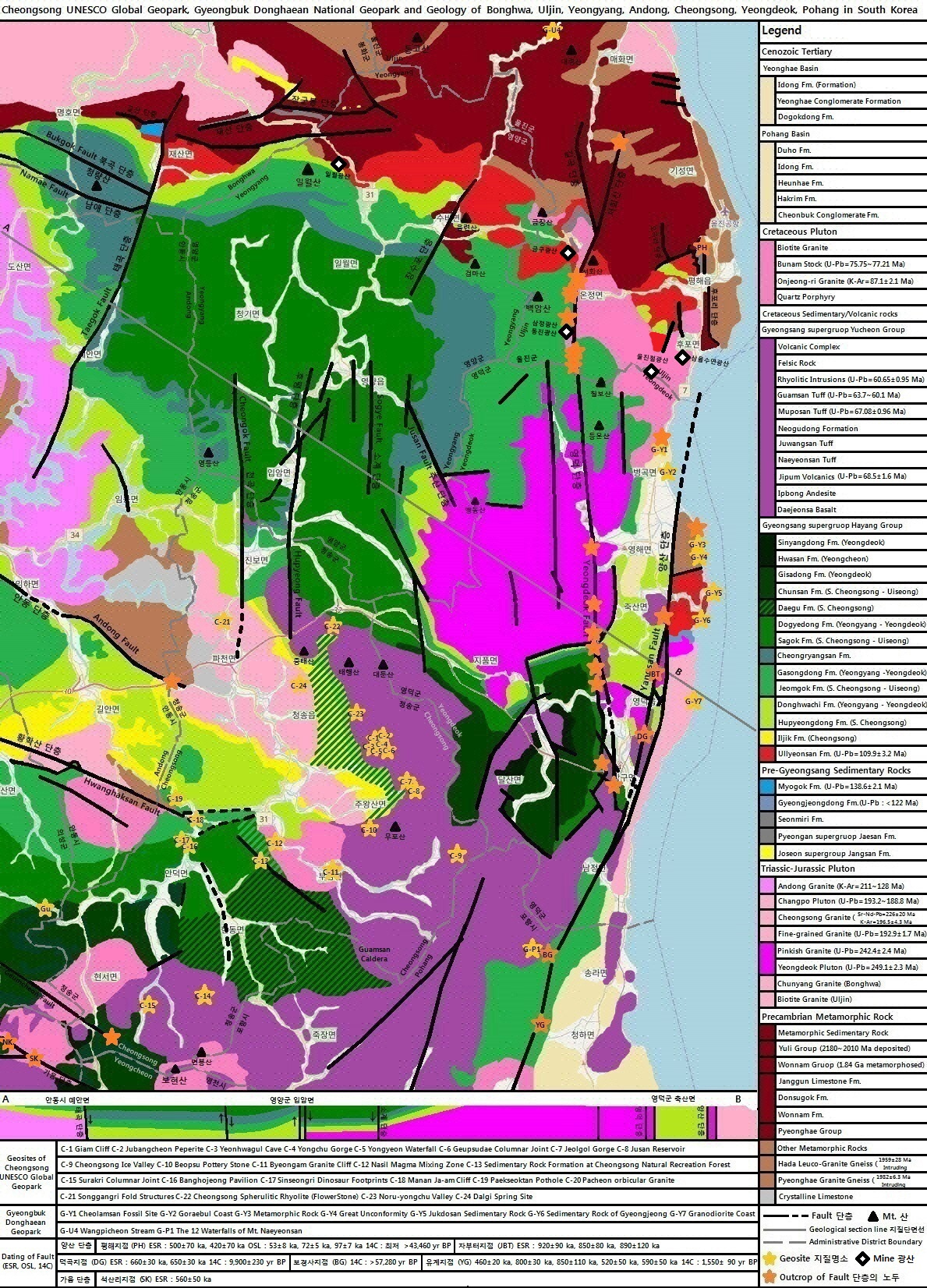
영덕군의 지질과 양산 단층, 영덕 단층

영덕군에서 영덕 단층이 분기되고 양산 단층은 육지에서 동해바다로 들어간다. 김종환(1976), 원종관(1978) 등의 연구에서는 양산 단층이 영덕군의 북부에서 동해로 빠져 나간다고 보고하였다. 그러나 채병곤과 장태우(1994)는 양산 단층의 파쇄대 폭이 언양읍 지역에서 1 km에 달하나 포항시 청하면 안심저수지 부근에서는 500 m에 미치지 못하고 영일군 송라면 양성리 부근에서 불과 30 m까지 줄어들며 영덕군 남정면 장사 이북에서는 파쇄대의 폭이 급격히 감소하고 단층의 증거가 매우 희박한 곳이 많다는 점을 지적하며, 양산 단층이 영덕군에서 더 이상 북쪽으로 연장되지 않고 소멸된다고 추정하였다. 이들은 단층 구조와 단층 내 단열 구조의 해석을 통해 양산 단층의 가지(branch) 단층이 말단부에서 말꼬리 형태(horse tail splay)로 분기되며 서서히 소멸되고, 양산 단층은 적어도 3회의 주향 이동 운동과 두 번의 경사 이동 운동을 복합적으로 겪은 것으로 해석하였다.
그러나 이후의 연구들을 통해 영덕군 중부를 넘어 영덕군 북동부 축산면 고곡리와 영해면 그리고 평해에 이르기까지 단층의 노두들이 연속적으로 보고되었다. 강희철 등(2018)은 영덕군 동부 지역의 지질을 조사하였는데, 연구진들은 축산면과 영해면을 지나는 양산 단층이 채병곤과 장태우가 제시한 것과 달리 양산 단층이 영덕군에서 소멸하지 않고 북쪽으로 연속되는 것으로 판단하였다. 천영범 등(2019)은 영덕읍과 축산면에 이르는 4개 지역을 따라 양산 단층의 노두를 보고했다. 길태언(2023) 등은 울진군 평해읍의 영남 육괴와 경상 분지의 경계에 위치한 평해 분지의 동쪽이 북부 양산 단층에 해당하는 역이동성 우수향 주향이동 단층으로 경계 지어진다고 해석하였다. 이러한 연구들은 양산 단층이 북쪽으로 영덕군 영해면를 지나 울진군 평해읍 일대까지 연장됨을 지시한다.

### 구산 단층
울진군의 구산 단층은 울진 원자력 발전소 부지 조사과정에서 처음 발견되었다. 울진군 근남면 구산리 왕피천에 인접한 도로 사면(N 36°56'33.2", E 129°21'32.5")에 드러난 단층 부근은 선캄브리아기의 편마암류가 기반암을 이루고 있으며 제3기의 중성 암맥이 관입해 있고, 이들을 제4기 하안단구층이 부정합으로 덮고 있다. 구산 단층은 중성 암맥을 따라서 발달하며 상부의 제4기 하안단구층을 절단하고 있다. 단층의 주향은 약 북동 28°이며 남동쪽으로 60°경사하고 있다. 단층은 동측의 제4기층이 서측 하반에 비해 상대적으로 상승한 우수향-역단층의 운동 특성을 보여준다. 수직 변위는 20여 cm 정도로 추산된다. 구산 단층의 단층비지에 대한 ESR 연대측정 결과 369±39 ka 가 얻어져 약 37만 년 전에 단층 운동이 있었음을 지시한다. 제4기 하안단구층 내 모래층에서의 OSL 연대는 41±4 ka 및 50±3 ka로 측정되었다.
선캄브리아기 영남 육괴와 백악기 경상 분지 영양소분지는 동-서 내지 동북동 방향의 일월산 스러스트 단층에 의해 경계되며 이 단층은 다시 북북동 방향의 양산 단층에 의해 우수향으로 절단된다. 일월산 스러스트 단층은 백악기에는 정단층으로 운동하여 단층애를 따라 울련산층을 퇴적시켰으며 이후 역단층으로 재활된 것으로 알려져 있다.

### 평해 댠층
평해 단층은 울진군 평해읍 오곡리 절개사면(N 36°44'49.6", E 129°26'39.6")에서 발견된 단층으로, 양산 단층 주 단층대의 북북동 연장부로 판단된다. 단층의 동측에는 선캄브리아기 평해층군의 변성퇴적암류가 분포하며, 서측에는 제4기로 추정되는 하성퇴적층이 분포한다. 평해 단층은 남-북 방향의 주향에 거의 수직의 경사를 가진다. 단층대 단층비지의 ESR 연대측정 결과는 500±70 ka, 420±70 ka이며, 미고결 사질층에 대한 OSL 연대측정 결과는 53±8 ka, 72±5 ka, 97±7 ka의 측정값을 보여주었다. 제4기 퇴적층에서 포함된 목탄(木炭) 화석에 대한 연대측정 결과 퇴적층은 최소 56,000년 이상 된 지층으로 나타났다. 이들을 종합해 보면 제4기 동안 단층이 최소 3회 이상 활동하였을 것으로 추정된다. 이 지점은 나중에 평해 분지의 동편 경계단층으로 확인되었다.

### 평해 분지
길태언 외(2023)는 경상 분지와 영남 육괴의 경계에 위치한 평해 분지의 지층과 분지의 경계, 내부 지질구조를 분석하였다. 울진군 평해읍의 평해 분지는 약 4 km의 연장과 최대 1 km의 폭을 가지며 북북동 방향으로 길쭉한 인장틈의 형태를 보인다. 평해 분지의 퇴적암은 기존의 평해 지질도폭(1963)에서 고원생대 변성암류와 경상 누층군 울련산층에 둘러싸여 고립적으로 분포하는 신생대 제4기 미고결층으로 보고되었으나 이 연구에서는 밑에서부터 A, B, C 3개 지층으로 구분하였다. 평해 분지의 서쪽 경계는 포항 분지와 유사하게 (북)북동 방향의 정단층과 이들을 계단식으로 연결하는 서북서 방향의 단층으로 구성되며 분지 서쪽으로 일월산 스러스트 단층이 진행한다. 분지 내부에는 신장 구조인 지구와 지루 구조가 발달하여 평해 분지가 서북서-동남동 방향의 인장력에 의해 확장된 열개분지(Rift-basin)임을 지시한다. 동쪽 경계는 양산 단층의 북부에 해당하는 역이동성 우수향 주향이동 단층으로 경계된다. 또한 중기 마이오세에 서북서-동남동 방향의 인장력이 작용하여 평해 분지가 확장됨과 동시에 양산 단층이 정단층 운동을 하였음이 확인되었다.

## 영덕군
영덕군 영덕읍 북쪽에서 양산 단층은 영덕읍 삼계리에서 국도 제7호선을 따라 축산면 고곡리와 영해면 괴시리를 지나 대진해수욕장 방면으로 이어지며 양산 단층에서 영덕 단층과 F1, F2 등의 가지 단층들이 분기된다. 이들 단층을 경계로 동측과 서측의 지질 분포 및 지형적 차이가 확연히 드러난다. 양산 단층과 평행한 F1 단층은 영덕군 고곡리 부근에서 굴곡되어 양산 단층과 합류하며, 양산 단층과 F1 단층 사이에도 다수의 연결 및 부차(subsidiary) 단층들이 발달한다. 이러한 단층의 분포는 대규모 주향 이동성 단층에서 나타나는 분기, 합류, 굴곡 그리고 계단식 분절(step over)등의 기하학적 특성과 잘 일치하는 양상을 보인다.

### 영덕 단층

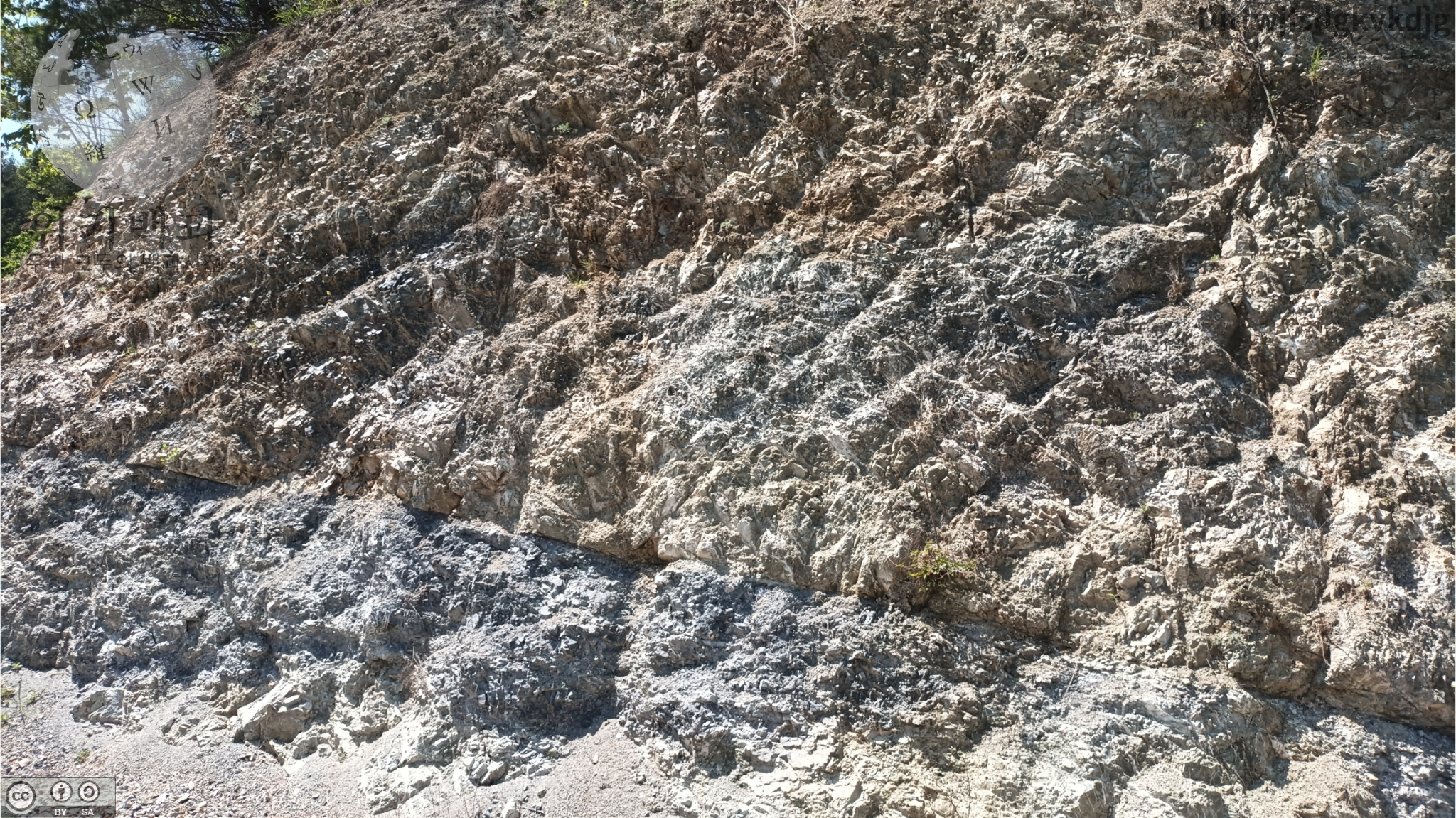
울진군 온정면 조금리의 영덕 단층 노두.

영덕군의 영덕 단층대는 양산 단층대에서 분기된 가지 단층(branch fault)으로 해석되며 영덕군 강구면에서 영해면 묘곡리 묘곡저수지를 지나 울진군 온정면까지 약 40 km 이상 연장된다. 영덕군 화천리 이북으로는 북북서-남남동 내지 남-북 방향으로 하나의 단층선으로 발달하나 화천리 이남으로는 두 조의 단층으로 분기되는 특징을 보인다. 두 조 중 서편의 것은 북북동~북동 주향과 북서 주향의 분절들이 지그재그로 연결된 기하를 보이지만, 동편의 것은 북북서 주향으로 하나로 달리며 영덕군 강구면에서 양산 단층대와 합류한다.

### 대진리 지점
영덕군 영해면 대진리 33-3 (N 36°33'07.87", E 129°26'17.48")에는 선캄브리아기 변성암류와 제4기 지층이 단층으로 접하고 있다. 북동 주향의 단층은 해안까지 연장되는 것으로 추정되며 단층의 북서쪽에는 제4기 지층들이 거의 수평의 층리와 함께 약 10 m 두께로 분포한다.

### 괴시리 지점
고경태(2022) 등은 영덕군 영해면 괴시리 지역에서 양산 단층의 노두를 조사하였다. 이 지역에서 양산 단층은 뚜렷한 선상구조(lineament)를 형성하고 있으며 동해로 흘러가는 송천은 양산 단층과 교차하는 곳에서 꺾여 있다(deflected). 전기 비저항 탐사 결과 낮은 저항값을 보여 북북동-남남서 방향 주향 이동 단층의 존재를 지시한다. 단층 서부 화강암의 지르콘 206Pb/238U 연대는 약 1억 9천만년으로 측정되었고, 미고결 퇴적물의 OSL 연령을 측정한 결과 최저 97±7 ka가 산출되어 약 10만 년 전에 파쇄가 일어났다고 결론 내렸다.

### 영해 분지
Ahmad (2020)은 영덕군 영해면 일대에 발달한 영해 분지(Yeonghae Basin)의 구조를 분석하였다. 현장조사 결과 영해 분지의 동쪽 경계 단층은 우수향 주향이동 단층이며 이는 양산 단층의 북쪽 분절의 연장이다. 서쪽 경계 단층은 우수향 주향이동 및 정단층이다. 영해 분지는 중신세 후기에 북북서-남남동 방향의 압축력에 의한 양산 단층의 좌수향 이동으로 형성되었으며 이후 경계단층은 동북동-서남서 방향의 압축력에 의한 응력 변화로 인해 반대 방향으로 재활성화되었다. 그 결과 분지는 닫히고 상승하기 시작한다. 이로서 영해 분지는 역전된 인리형 분지로 분류되었다.

### 고곡리 지점
영덕군 축산면 고곡리 산 267-8 (N 36°29'31.69", E 129°24'35.12")에는 북북동 주향의 양산 단층대의 주 단층핵이 약 30 m 폭으로 발달하며, 단층핵을 기준으로 서편과 동편에 각각 유천층군 현무암과 하양층군 울련산층이 분포한다. 이 단층면의 직상위에는 제4기의 중립질 사암과 실트가 혼재된 산록 퇴적물의 하부층이 단층면과 접하며 분포하고 있어 이 단층이 제4기에 운동한 활성단층일 가능성이 높다.

### 자부터 단층
자부터 단층은 자부터고개 인근 국도 제7호선 확장 공사 당시의 절개 사면(N 36°26'54.8", E 129°23'58.5")에서 확인되었으며 현재는 공사가 완료되어 노두가 보존되지 못하고 소멸되었다. 주향 북동 10°, 경사 남동 80°의 단층을 경계로 하여 백악기 경상 누층군 가송동층 사암과 백악기 화강암이 접한다. 자부터 단층도 양산 단층의 주 연장선 상에서 발견된 단층이며, ESR 연대측정법에 의하여 활성단층으로 규명되었다. 단층대 내의 4개 지점에서 측정된 단층비지의 ESR 연령은 각각 920±90 ka, 850±80 ka, 890±120 ka, 920±90 ka이다.

### 덕곡 단층
덕곡 단층은 영덕군 강구면 하저리 산 117-5 도로 절개사면(N 36°24'30.2", E 129°23'21.1")에서 처음 확인된 단층이다. 덕곡 단층 노두 지점은 남북으로 달리는 양산 단층대의 연장선상에 놓인다. 단층의 하부에는 신생대 제3기 유문암질 화산암이, 단층의 상부에는 중생대 백악기 퇴적암이 분포하고 있어 역단층 운동이 있었음을 지시한다. 덕곡 단층은 남-북 방향의 주향과 남동 경사를 보이며, 주향 이동 단층의 특성을 보인다. 이 단층에서는 제4기층은 없으나, 단층각력대에 발달하는 방해석맥의 14C 연령은 약 11,450 yr BP 내지 9,900 yr BP이며, ESR 연대측정법에 의한 단층비지의 ESR 연대는 660±30 ka 및 650±30 ka이다.

### 보경사 단층
보경사 단층(N 36°14'58.3", E 129°19'04.7")은 포항시 송라면 보경사 입구 서측 하천에서 노출되어 있으며 양산 단층대의 주 발달 예상선과 일치한다. 경상 누층군 가송동층 응회암류와 이를 관입한 중성 내지 산성의 암맥에 단층대가 발달하고 있다. 양산 단층대의 주 단층대에 위치하는 이 단층의 주향은 북동 10°이며 경사는 북서 80°이다. 단층점토의 Rb-Sr 연대는 약 1600만 년 전(16.5±0.1 Ma)를 보이고 있으며, 단층 파쇄대를 충진하는 방해석의 14C 연대는 57,280년보다 오래된 것으로 측정되었다.

## 포항시
포항시에는 신생대에 형성된 포항 분지가 있고 양산 단층에 의해 경상 분지로부터 격리되어 있다. 기존의 포항(1964) 및 청하(1968) 지질도폭에서는 양산 단층의 존재가 보고되지 않았다. 대부분의 기존 연구들에서는 포항 분지 서편이 양산 단층에 의해 경계되며, 이 단층이 주 변위대(Principal Displacement Zone)로써 우수향 주향이동 운동을 하여 확장된 인리형 분지로 해석되어 왔다. 그러나 이후의 야외 조사를 통해 포항 분지의 서편은 양산 단층과 접하지 않으며, 양산 단층 동편에 위치하는 북북서 방향의 이음단층(transfer fault)과 북북동~북동 방향의 정단층들의 분절로 이어지는 지그재그 형태의 단층대로 경계된다는 것이 보고되었다. 포항 분지 서편 경계단층은 남쪽으로 연일 구조선과 약 50°각도로 사교하며 북쪽 말단에서 양산 단층과 연결된다. 분지의 서편 경계 단층은 확연한 지그재그 형태로 양산 단층으로부터 약 2~3 km 동편에 위치하며, 북북동과 북북서의 분절 단층으로 구성된다. 또한, 기존의 연구들은 양산 단층의 우수향 주향이동이 포항-경주 일대에 분포하는 제3기 마이오세 퇴적분지들의 확장을 주도한 것으로 해석하였으나 최근의 연구들은 마이오세 퇴적분지들의 확장이 양산 단층과는 관련 없고 양산 단층 동쪽의 연일구조선에 의해 규제되는 것으로 보고되었다. 조성권 외(1998)는 포항 분지 경계부에 발달하는 4개의 선상지-삼각주 내 역들의 공급지를 분석하여 선상지-삼각주계가 퇴적되는 동안 분지 서편 경계를 따라 양산 단층의 주향이동 운동이 없었다고 결론 지었다. (그러나, 이 논문에서는 포항 분지의 서측 경계가 양산 단층인 것으로 보았다.)

### 유계리 지점 (유계 단층)
유계 단층은 포항시 청하면 유계 저수지 건설 현장 절개사면(N 36°12'05.2", E 129°18'16.2")에서 발견된 단층으로, 조등룡 외(1999)에 의해 발표되었으며 현재는 저수지 공사가 완료되어 노두를 확인할 수 없다. 유계 단층의 주향은 남-북 방향 내지 북동 10~13°의 방향을 보이며, 약 45°동쪽으로 경사한다. ESR 연대측정법에 의한 ESR 연령은 460±20 ka, 800±30 ka, 850±110 ka, 520±50 ka, 590±50 ka로 보고되었다. 트렌치에서 얻어진 단면의 부식질 실트층에 대한 탄소-14 연대측정 결과에 의하면, 이 단층의 최후 단층 운동은 약 1314년 BP 또는 A.D. 536년 이후에 있었던 것으로 판단되고 있다.
포항시 청하면 유계리 지역은 단층 파쇄대가 잘 발달해 있으며 대규모의 단층 비지대와 절리들의 발달이 뚜렷하다. 유계1리 동측에는 수십 m 폭의 단층 파쇄대를 동반한 수 m 폭의 단층 비지대가 관찰되며 이들은 남측의 서정천 하상으로 연장되며 이곳에서는 단층이 우수향의 주향 이동 운동을 겪었음이 확인된다. 또한 제4기 하안단구층을 변위시킨 제4기 단층도 발달한다.
포항시 청하면 유계리의 단층 절개면에서 조사된 제4기 단층은 남-북 주향을 보이며 동측으로 기울어 있고 역이동이 우세하다. 단층대의 폭은 50 m 이상으로 경상 누층군의 이암과 사암이 심하게 파쇄되어 있다. 이 단층에 의해 변위된 퇴적층에 대한 탄소-14 연대측정 결과는 최신 단층 운동이 약 2,400~2,000년 BP에 있었던 것으로 추정되며 단층의 평균 수직 변위율은 저위단구면의 탄소-14 연대와 수직변위량 1.5 m를 고려해 약 0.04~0.05 mm/yr으로 추정된다.
포항시 청하면 유계리에 위치한 유계 단층은 역단층의 운동 감각을 보이며 김영석과 진광민(2006)의 트렌치 조사로부터 확인된 최후기의 단층 운동에 의한 최대변위는 약 4.2 m로 확인되었다. 연구 결과 이 변위를 유발시킨 지진 파열의 길이는 약 30~150 km로 산정되었고, 이를 통해 구한 이 지진 활동의 모멘트 지진규모는 약 6.5~7.5로 산정되어, 단층 주변의 구조물에 대해 규모 7.0의 지진에 견딜 수 있는 내진 설계를 주문하였다.
포항시 청하면 유계리에서 송라면 중산리 일원에서 지질 조사 및 연대 측정을 수행한 결과 제4기 미고결 퇴적층을 절단하는 단층을 확인하였고, 단층의 최후기 운동은 154±13 ka와 0.9±0.1 ka 사이에 발생하였으며, 제4기에 최소 2회 이상의 단층 운동이 발생한 것으로 해석된다. 이 지역에서는 유계 저수지 북단에서부터 북북동 방향으로 연장되어 보경사 지점을 지나가는 길이 6.8 km의 선상구조(lineament)가 발달하며, 서정천, 청하천, 광천 3개 하천은 양산 단층에 평행한 선상구조 주변에서 유로가 급격히 모두 우향 굴곡되는 굴절 하천의 양상을 보인다. 전기 비저항 탐사를 실시한 결과 뚜렷한 저비저항 이상대가 확인된다. ESR 연대측정법에 의한 최저 ESR 연대는 328±35 ka 이나 이는 단층의 최후 운동시기를 지시하지는 못한다. 단층 노두에서 확인되는 실제 변위량 1.1 m를 한 번의 지표파열의 변위로 가정하고 최대변위-모멘트 지진규모 경험식에 적용하면 고지진의 규모는 약 6.7로 계산된다.

### 반곡 단층
반곡 단층은 포항시 신광면 반곡리 925번 도로 동측에 위치하는 비학산 원천테마랜드 건설 현장의 절개사면(N 36°10'12.9", E 129°16'58.4")에서 발견된 단층이다. 위성 영상에서 반곡 단층은 양산 단층의 선상구조 상에 놓이나 단층의 규모로 판단할 때 주 단층이 아니라 양산 단층에 수반된 2차 단층으로 해석된다. 단층면의 주향과 경사는 북동 42°및 북서 85°이며, 상반의 단층 각력암 내에 포함되어 있는 단층 비지대의 ESR 연대측정 결과는 약 64만 년 전인 640±60 ka로 보고되었다.
포항시 송라면 중산리 781 (N 36°15' 03.01", E 129°19'00.92")에 위치한 보경사 계곡에는 양산 단층의 변형대가 드러나 있다. 이 일대에는 경상 누층군의 가송동층과 유천층군 화산암류가 분포하며 이들은 단층 운동에 의한 심한 변형으로 단층파쇄대 및 단층점토로 변해 있다. 이 변형대의 폭은 약 100 m에 이르며 주 변형대를 따라 단층각력암과 적색, 회색이 교호하는 단층점토가 발달한다.

## 경주시
경주시 지역에서는 형산강이 양산 단층의 단층곡을 따라 북쪽으로 10 km 정도 흐른다. 경주시부터 양산시까지 이어지는 단층곡을 따라 경부고속도로와 국도 제35호선이 지나간다. 모량 지질도폭(1971)에서는 단층의 동쪽이 하강하고 서쪽이 북쪽 방향으로 상승한 것으로 추정하였다. 그리고 양산 단층 바로 옆에 경주시 서악동과 울주군 두서면 복안리를 잇는 단층도 확인되었다.
일제강점기 일본인 지질학자 타테이와 이와오(立岩巖, Tateiwa Iwao)는 1924-1928년 왜관에서 경주에 이르는 지역의 지질을 조사하고 왜관, 대구, 영천, 경주 4개 지역의 지질도폭을 제작했다. 이중 단층 문단에서 오늘날 양산 단층에 해당하는 것으로 보이는 설명이 있다.
(甲)北北東乃至北東走向ノ斷層
慶州區域ニ於ケルコノ方向ノ斷層ハ特ニ其ノ東部兄山江沿岸ヨリ西方凡ソ五粁ノ地帶ニ多ク其ノ內西方ノモノハ西側落チ叉東方ノモノハ東側落チナルヲ普通トスル傾向アリ尙慶州ノ南西約四粁ナル西岳理附近

毛良理圖幅ノ觀察ニ基ケハ本域內ニ於ケル兄山江沿岸ノ沖積平野中ニモ同方向ノ斷層線狀在ヤルカ如ク推察セラルコノ斷層地帶ハ本域外ニモ遠ク延長シ北ハ迎日郡ヲ越エ盈德郡ノ東端地方ヲ斜斷シテ日本海ニ沒シ叉南ハ蔚山及梁山兩郡ヲ經テ洛東江口附近ヲ通過スルモノノ如ク其ノ大體ノ走向ハ前記慶尙層群ト基盤トノ境界ヲナスモノト同シク北約二十度東ナリ大體ニ於テコレト並走スル迎日郡以南ニ於ケル日本海海岸線竝對馬ハコル走向ノ斷層ト成因上ノ親綠アルヘシ

(형산강 연안 충적평야 중 같은 방향의 단층선상이 존재, 단층지대가 본역 외로 멀리 연장됨 : 북으로는 영일군을 넘어 영덕군 동단지역을 비스듬히 자르고 일본해(동해)에서 물속으로 들어감, 남쪽으로는 울산 그리고 양산 양군(兩郡)을 지나며 낙동강 하구 부근을 통과)— 朝鮮地質圖. 第10輯 : 慶州, 永川, 大邱 及 倭館圖幅 (昭和四年) - 地質構造要略 중 斷層 문단

박충선과 이광률(2018)은 2016년 경주 지진이 발생한 경주 지역의 단층 지형을 분석하였다. 경주시를 관통하는 형산강은 양산 단층곡을 따라 북북동 방향으로 흐르며, 하계망 분석 결과 단층 활동이 하천 형성 이전부터 있었거나 하천의 하각(下刻) 능력을 초과하는 정도로 단층 활동이 매우 활발했을 가능성이 높은 것으로 판단되었다. 경주시 지역에서는 단층곡을 따라 다수의 변위 하도, 삼각말단면, 선상지 등이 발달한다. 단층 지형 및 항공사진, 수치표고모델(DEM) 등을 이용해 추정 단층선 지도를 작성한 결과 2016년 경주 지진이 발생한 내남면 일대의 양산 단층곡의 서쪽 산지에서는 주 단층선과 평행한 북북동-남남서 주향의 단층선이 3~4개 발달해 있으며, 이들 단층선들을 서로 연결하는 동북동-서남서 주향의 단층선도 다수 존재하는 것으로 확인되었다.

### 단구리 지점 (벽계 단층)
경주시 강동면 단구리 사면(북위 36° 03′ 34.7″ 동경 129° 15′ 14.0″ / 북위 36.059639°  동경 129.253889° )에서 발견된 벽계 단층은 양산 단층 주 단층대와 거의 평행한 방향으로 나타나는 선상구조(lineament) 상의 사면에서 발견되었다. 단층의 동측에는 백악기 안산암이, 서측에는 제4기 퇴적층이 분포하며 이 단층에서 역이동성 운동 이후 주향이동성 운동이 발생한 것으로 해석되었다. 단층면의 주향은 북동 11°이며 경사는 남동 80° 내지는 수직을 이룬다. ESR 연대측정법을 이용한 기반암 내의 단층 각력암에서 측정된 ESR 연대가 1,890±320 ka이므로, 기반암 내의 단층은 약 190만 년 전에 재활동한 것으로 판단되며, 단층비지의 ESR 연령은 42만 년 전부터 87만 년 전까지의 범위에 해당하는 420±20 ka, 400±20 ka, 870±70 ka로 보고되었다. 제4기 퇴적층 하부의 모래층에 대하여 측정된 OSL 연령은 >88±5 ka 및 75±3 ka으로 측정되었다. 따라서 벽계 단층의 최후 단층운동 시기는 OSL 연대가 지시하는 7만 5천년 이후일 것으로 판단된다.
이진현 외(2015)는 벽계지점의 북쪽 약 50 m 지점에서 굴착조사를 실시하였다. 트렌치 단면에 노출된 단층은 기존의 벽계 단층에 인접해 있고 동일 연장을 보여 동일한 단층으로 해석되며 이 연구에서는 '단구 단층'으로 명명하였다. 이 단층은 북동 10~20의 주향과 남동 75~79°의 경사를 보이는 주향 이동 단층으로 제4기 퇴적층을 절단하고 있으며 서로 다른 특성을 보이는 세 조의 단층점토는 퇴적층 퇴적 이후 최소 세 번의 단층 운동이 있었음을 지시하는 것으로 해석된다. 단층에 의해 절단된 제4기 지층의 OSL 연대는 7.5±0.3 ka로 측정되었다. 또한 단층에 의해 절단된 지층 중에 특이하게도 도자기의 파편이 발견되어, 고고학적 검증을 실시한 결과 도자기의 파편은 조선시대 후기로 추정되었다. 연대 측정 자료들을 종합해 보면 단구 단층의 마지막 운동시기는 최대 7.5±0.3 ka이며, 도자기 파편을 통한 연대 추정을 신뢰한다면 조선시대 중기에 최후기 단층 활동을 했을 가능성도 있다.
경주시 강동면 단구리 일원의 굴착조사를 통해 제4기 단층이 발견되었다. 굴착 지점은 기존에 제4기 단층운동이 보고된 벽계 단층지점의 1 km 북쪽에 위치하며 굴착 단면에서 관찰되는 동쪽으로 경사진 7매의 단층면들은 우수향 역이동성 감각이 우세하며, 제4기 퇴적층과 단층들의 관계는 제4기 동안 최소 3회 이상의 시기가 다른 단층 운동이 발생하였음을 지시한다. 최후기 단층 운동에 의한 변위량은 0.64~1.81 m로 산정되었으며, 이를 최대변위-모멘트 지진규모의 경험식에 대입하여 얻어진 모멘트 지진규모는 6.7~7.0이다. OSL 연대측정 결과 최후기 단층운동은 3.2±0.2 ka 이후에 발생한 것으로 판단된다.
경주시 강동면 단구리에서 포항시 신광면 우각리에 이르는 단층 구간에서 기존에 보고된 벽계지점에서 1 km 북쪽으로 떨어진 지점에서 트렌치 조사를 실시한 결과 퇴적층을 절단하는 총 7매의 단층이 관찰되었으며, 단층으로 절단된 최상부 퇴적층에서 가장 젊은 석영 OSL 연대측정 결과를 바탕으로 3.2±0.2 ka 이후로 최후기 단층 운동 시기를 제한할 수 있다.
하상민 외(2022)는 양산 단층 중부 지역인 경주시 강동면 단구리~벽계 지점 일대에서 LiDAR 기술을 이용해 양산 단층 주변의 지형을 분석했다. LiDAR 이미지와 수치표고모델(Digital Elevation Models, DEMs)을 이용해 높이 2~4 m의 단층절벽과 우수향 주향이동에 의한 50~150 m의 변위 하도가 식별되었다. 전기 비저항 탐사 결과 저비저항대가 발견되었고 이는 추정된 단층 절벽과 일치한다. LiDAR 이미지 분석에 근거해 트렌치 조사를 실시하였고 미고결 퇴적층에 대한 OSL 연대는 마지막 지진이 3200±200년 전에 발생했음을 지시한다.

### 월산리 지점
신정환 외(2003)는 내남면 월산리에서 북동 12°방향으로 달리는 선형구조에 직각으로 교차하는 능선과 계곡 중 4개 계곡에서 변위 하도를 발견하였다. 4개 계곡은 동측이 서측에 대해 각각 63 m, 56 m, 82 m, 63 m 남쪽으로 오프셋(Offset)된 양상을 보인다. 수계가 선형구조를 따라 서북서-동남동 방향에서 남쪽이나 북쪽으로 꺾인 후 다시 서북서-동남동 방향으로 나타난다. 서하리 일대에서는 과거에 물이 흘렀던 풍극(Wind Gap) 지형이 6개 발달하고 있다.
경주시 내남면 월산리에서 제4기 단층 노두가 발견되었다. 굴착지점은 경부고속도로 동쪽의 구릉지 북쪽 사면에 노출된 안산암과 화강암의 단층경계 노두로부터 약 100 m 북쪽에 위치하며 월산리 지점의 굴착 단면에 드러난 단층은 동편의 안산암과 서편의 화강암 및 이를 부정합적으로 피복하는 제4기 퇴적층의 경계로 단층의 주향과 경사는 북동 20°와 남동 80°이다.
경주시 내남면 월산리-울주군 두서면 인보리의 4개 지점에서 고지진 굴착 조사와 연대 측정을 실시한 결과 월산 지점에서는 최소 2회의 고지진을 인지하였으며, 그 시기는 37–33 ka와 33 ka 이후이다. 미호 지점에서도 역시 2회의 고지진이 발생하였으며, 그 시기는 35 ka 이전과 35-30 ka 사이이다. 인보리에서는 2회의 고지진을 인지하였으며, 발생 시기는 각각 70-52 ka와 37-17 ka 사이로 제한된다.
김동은과 성영배(2021)는 경주시 내남면 월산리-울주군 두서면 활천리 간 지형 분석을 시행하였고 이를 바탕으로 현장조사를 실시하여 제4기 퇴적층의 연대 측정이 수행되었다. 지형 분석 결과 해당 지역은 양산 단층을 따라 우수향으로 굴절된 하천들과 절개된 능선이 인지되었으며 최대 약 500 m의 우수향 변위가 누적되었음을 알 수 있었다. 우수향 변위에 의해 일시적으로 형성된 퇴적층의 연대측정 결과는 약 8만 년전을 지시하였으며, 이 퇴적층이 나타나는 능선과 하천을 기준으로 8만년 동안 최대 130~160 m의 수평변위를 관찰할 수 있었다.

### 기타
경부고속도로 부산방향 경주휴게소에서 북쪽으로 약 500 m 지점에는 퇴적암과 안산암질 응회암을 절단하고 있는 동-서 방향의 고각 단층이 확인되는데 단층경면에는 우수향 주향이동 감각을 지시하는 단층조선이 인지된다.
경주시 지역에서는 양산 단층 동쪽 지괴의 사면을 따라 선상지가 탁월하게 나타난다. 선상지 지형의 연속적이고 대규모적 발달 특성은 새로운 사면의 발생 및 경사변화, 파쇄 물질의 공급 등이 용이해진 결과일 가능성이 높으며, 이는 구역 내 상대적으로 활발한 양산 단층 동쪽 지괴의 상대적 상승 운동을 지시하는 것으로 해석된다.

## 울산광역시울주군

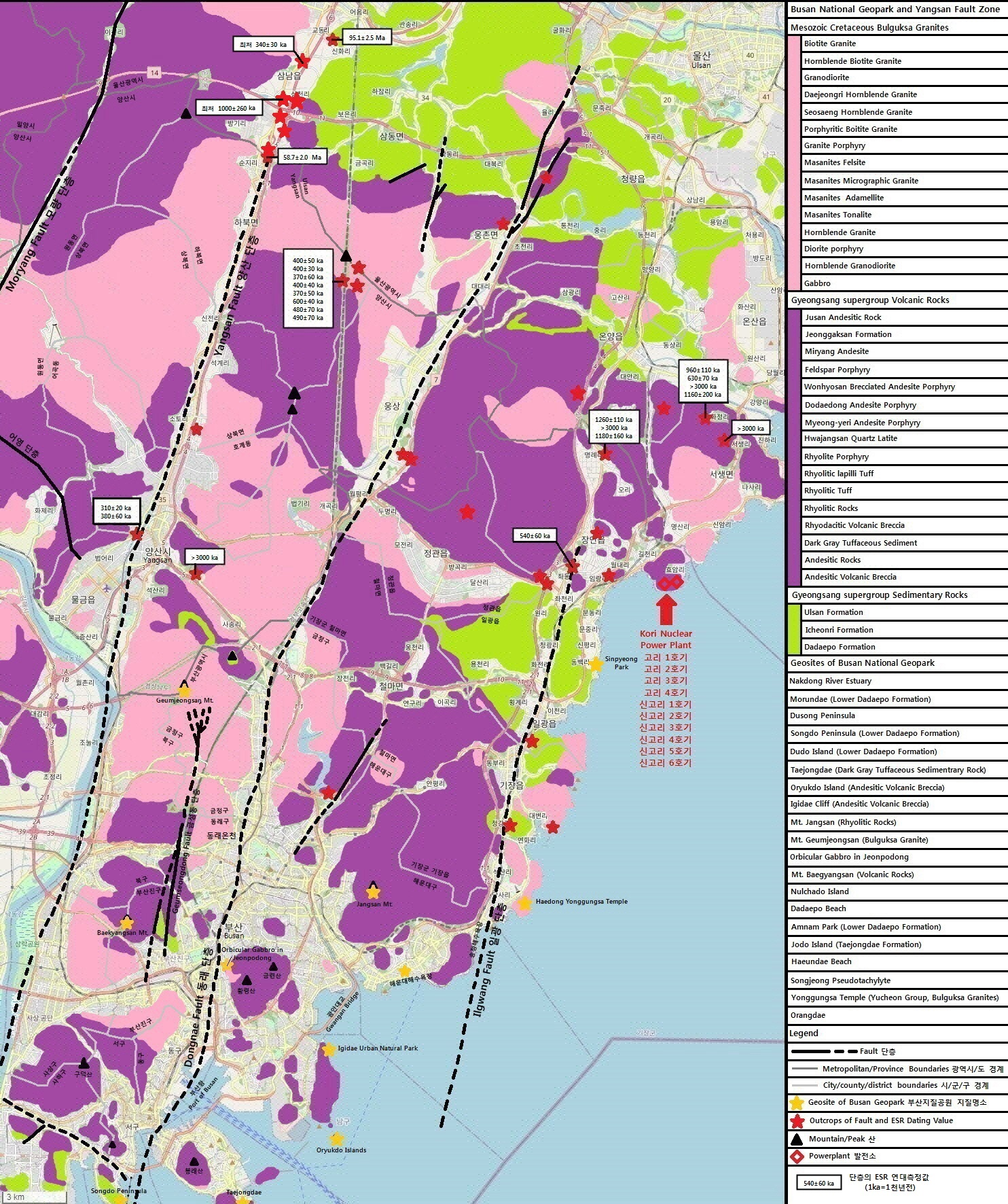
경상 분지 동부를 지나는 양산 단층대 남부(부산광역시, 울산광역시, 양산시 일대)의 모습과 단층의 노두 및 ESR 연대측정값.

양산 단층대의 남부 지역인 울산광역시 언양읍~양산시 통도사 일대에는 양산 단층과 관련해 다수의 단층 지형이 발달한다. 단층대의 양측부는 고지대이나 중앙부는 양산 단층대에 평행한 북북동-남남서 방향의 단층곡을 형성하며, 경부고속도로와 국도 제35호선이 지나는 단층곡의 저지대를 따라서 제4기 단층의 노두가 확인된다. 양산 단층대의 양측 지형은 단층곡을 중심으로 하여 서부는 고지대와 급사면을 이루고, 동부는 저지대와 완사면을 이루는 서고동저의 고도 분포를 보이고, 양산 단층대 중심부의 일부 하안단구는 단층곡을 중심으로 동쪽이 상승하여 있고 하안단구면이 동쪽으로 경사하는 특징을 보인다. 언양 지질도폭(1972)에서의 양산 단층은 언양 단층으로 명명되었으며, 양산 이남에서 시작하여 경주, 포항으로 이어지는 북북동 20°방향의 대규모 단층이다. 본 단층을 경계로 서부에 경상 누층군 유천층군 화산암류(주산안산암질암)와 화강암류가 분포하며, 동부에는 주로 경상 누층군 하양층군 대구층이 분포하여 지질도폭 설명서에서는 단층 서부가 융기하고 단층 동부가 침강한 것으로 추정하였다. 도폭 중부 언양읍 직동리 북부 경부고속도로변에서 단층각력과 단층경면이 확인되었다.
이기화 외(1985)는 울주군 두서면에서 중력, 지전기, 방사능 탐사를 실시하였고 양산 단층의 존재를 확인하였다. 중력 이상은 대체로 양산 단층에 수직한 방향으로 나타나며 단층파쇄대에서 풍화암이 100 m 깊이까지 연장된 것으로 추정된다. 단층파쇄대와 연관되어 낮은 전기 비저항값을 갖는 구간이 중력이 낮은 구역에 나타나며 단층파쇄대 부근에서 감마선 방출량이 급격하게 증가한다.
김영화와 이기화(1988)는 울주군 두동면 봉계리에서 언양읍까지 5개 지점에서 전기 비저항 탐사와 시추조사를 실시하였다. 양산 단층은 북동 15~20°의 주향에 경사는 거의 수직(서쪽 약간)이며 단층파쇄대의 규모는 봉계리에서 수십 m에 불과하나 남쪽으로 내려갈수록 증가해 언양읍에서 수천 미터에 이른다.
뚜렷한 단층 계곡이 발달하는 울주군 지역에서는 미약한 하안단구 지형과 선상지 지형이 발달한다. 하안단구보다 선상지가 더 잘 관찰되는 특징은 수직 이동의 지각운동이 활발해진 결과인 것으로 추정되며, 단층곡 내부를 메우고 있는 높은 밀도의 지형면 분포는 활발한 파쇄 작용에 따른 퇴적물 공급에 기인한 것으로 판단된다.

### 천전리 지점
울주군 두동면 천전리에서 양산 단층의 주 단층대가 확인되었다. 단층대는 폭이 약 100 m에 달하며, 주로 남-북 방향으로 거의 수직에 가까운 고각의 단층대를 이루고 있다. 단층의 감각은 대부분 우수향 주향이동이 우세하나 동측의 상반이 서쪽으로 올라간 역단층 운동도 확인되어 우수향 주향 이동 이후 동-서 방향의 압축력에 의한 역단층 운동이 있었음을 지시한다.

### 신흥리 지점
울주군 언양읍 신흥리 신흥마을 입구의 트렌치 단면에서 양산 단층대의 주 단층과 제4기 단층이 관찰되었다. 이 일대에는 경상 누층군 유천층군의 주산안산암질암과 진동층에 대비되는 하양층군 대양동층 그리고 불국사 화강암류가 분포한다. 연구 결과 양산 단층대의 형성과 관련되어 있는, 적어도 2회의 주향 이동 단층 운동과 그 이후 발생한 적어도 2회의 역이동 단층운동이 인지되었다.

### 언양휴게소 지점
경부고속도로 서울방향 언양휴게소의 남쪽 절개사면과 바닥면에 드러난 노두에서 70 m 이상의 폭, 북동 10~20°의 주향과 남동 70~80°의 경사를 가지는 단층이 발견되었다. 이곳에서는 공액상의 북서 방향의 소규모 정단층들이 북동 주향의 단층에 의해 우수향으로 잘려 있다. 이 노두의 단층경면의 단층조선과 수평변위 등은 북동-남서 방향의 수평 응력이 양산 단층의 우수향 주향 이동을 주도하였음을 지시한다.

### 신화리 지점
울주군 삼남면 신화리(N 35°32'53.93", E 129°07'21.44")와 교동리(N 35°33'09.90", E 129°06'53.30")에 발달하는 신화 단층은 급경사 지형의 발달로 확인되었다. 교동리와 신화리 지역의 고위면 단구면에는 서쪽경사를 하고 있는 3조의 북북동-남남서 방향인 저단층애의 급경사 지형이 확인되었다. 급경사면 인근에서 단층의 노두는 확실하게 관찰되지 않으나 작전천 곡벽 노두 단면에는 백악기 이암층의 층리 경사 변화 양상이 관찰된다. 이암층의 층리는 북서 25~30°의 완만한 양상을 보이나, 저단층애의 급경사 지역에 가까워지면서 이암층의 층리가 급해지다가, 추정 단층 위치에서 층리의 경사는 거의 수직이 된다. 그리고, 전단 작용을 받은 이암에서는 수평의 단층조선이 관찰된다. 단층비지에 대한 칼륨-아르곤 연대 측정 결과는 95.1±2.5 Ma 이나 이는 최후기 단층 운동이 아닌 그 이전의 단층 운동을 지시하는 것으로 판단된다.

### 상천 단층
울주군 삼남면 상천리에 발달하는 상천 단층 주변 지역에는 4개의 하안단구면이 발달하며 이들은 전체적으로 서쪽으로 기울어져 있다. 상천 1지점의 단층은 양산 단층의 가지 단층이다. 경재복 외(1999)는 서쪽 단층을 f1, 동쪽의 것을 f2로 하였고, 그 후 여러 보고서에서 이를 상천 1단층, 상천 2단층으로 부르고 있다.
- 상천 1단층은 상천리의 중남초등학교 약 50 m 남쪽 지점(N 35°32'06.59", E 129°06'29.96")에 발달하며 하안단구의 고위면을 절단하고 있다. 중남초등학교 동측에 위치한 국도 제35호선 도로변에 화강암과 단구퇴적층이 접촉하고 있는 단층 노두가 있는데 이 노두상에서 측정된 단층의 주향과 경사는 북동 23°및 수직으로 약 10 cm 단층 점토대와 1 m 내외의 단층 파쇄대가 관찰된다. 상천 1단층 지점으로부터 서쪽으로 약 10, 30 m 떨어진 곳에 시추를 한 결과 기반암인 안산암이 하부 11 m 에 분포하는 것이 확인되었으며 단층운동에 의한 수직변위는 최소 약 11 m이다. 단층비지에 대한 TL 연대측정 결과는 100 ka이며 ESR 연대측정값은 850±240 ka, 630±150 ka, 660±60 ka, 540±60 ka, 520±50 ka, 480±40 ka, 340±30 ka이다.[68][113][74]
- 상천 2단층의 노두(N 35°32'03.70", E 129°06'43.06")는 경부고속도로에 인접해 있으며 단층에 의한 제4기 퇴적층의 변위는 관찰되지 않으나, 단층 주변의 선상지 퇴적층의 부정합면 표고차에 의하여 제4기 단층으로 인정되는 노두이다. 단층의 수직 변위량은 최소 10m 이상 될 것으로 추정된다.[68][113]

### 가천 단층
울주군 삼남면 상천리에 발달하는 가천 단층은 양산 단층의 주 단층대이며 단층대의 폭은 60 m 이상이다.
- 가천 1단층은 경부고속도로 서쪽 약 200 m 지점의 상천천 단면(N35°31'14.0", E129°06'6.4")에 드러나 있으며 단층의 주향과 경사는 북동 10~25°및 남동 70~80°이다. 주 단층대 동쪽에 위치한 단층 비지대(N 35°31'03.10", E 129°06'14.30")와 파쇄대의 폭은 약 110 cm이다. 단층비지에 대한 ESR 연대측정값은 1010±190 ka, 1000±260 ka, 1290±250 ka, 1400±160 ka, 1150±70 ka, 1150±110 ka, 1290±110 ka 및 3000 ka 이상을 보여 이 단층은 약 100~140만 년 전에 재활동한 단층으로 해석된다.[68][74] 가천 1단층 주변에서는 미고결 역암층 내 역의 장축 배열이 수직에 가깝게 회전되어 있는데 이는 퇴적층 형성 후 가천 1단층의 역단층성 운동에 의한 끌림습곡작용에 의한 것으로 해석된다.[114]
- 가천 2단층은 가천 1단층으로부터 약 700 m 동쪽 지점(N35°31'17.86", E129°06'32.58")에 자연 노두로 있으며 백악기 이암과 제4기 역암이 단층으로 접하고 있다. 단층비지에 대한 ESR 연대측정값은 750±90 ka 및 830±130 ka이다.[68][115][74]
  - 양산 단층의 서측 단층손상대에 해당하며 기반암인 화강암이 드러나 있는 삼남면 상천리 상천저수지의 노두에는 북동 10°의 주향과 북서 85°의 경사를 보이는 소규모 단층이 드러나 있으며 폭 20 cm 내외의 단층비지가 발달한다.[114]

### 연봉 단층
울주군 삼남면 상천리 948-17, 서울주 분기점 옆 상천소류지(연봉저수지) 약 265 m 지점(N 35°30'41.47", E 129°05'48.98"), 방기리 삼성전관 앞에 연봉 단층이 위치한다. 이 지역에는 서쪽을 향한 경사면이 발달하고 있는 단층애(flexural scarp)가 북북동 방향으로 북쪽으로는 연봉저수지, 남쪽으로는 조일 목장까지 연장되고 있다. 이곳은 항공사진 판독에 의하여 역단층 운동에 기인한 단층애(flexural scarp)가 인지된 바 있다. 트렌치 조사에서 백악기 화강반암과 제4기 역암층을 절단하는 2조의 단층면이 확인되었다.

### 조일 단층
울주군 삼동면 조일리의 조일 단층(N 35°30'21.3", E 129°05'59.4", 하방저수지 동쪽 350 m)은 양산 단층에 인접한 단층으로 남동측의 백악기 화산암과 북서측의 제3기 퇴적암 위에 부정합으로 놓인 제4기 미고결 퇴적층이 접한다. 단층면의 주향과 경사는 북동 10° 및 남동 76°로 고각의 단층이고 단층을 중심으로 동쪽이 융기한 양상을 보이고 있다. 양산시 월평 2단층의 북측 연장부로 보이는 이 단층의 수직 변위량은 최소 4 m 이상이며, 단층암대는 두 갈래로 갈라져 있으며 제4기 역암쪽 단층면의 주향은 북동 32°경사는 남동 80°이며 우수향 주향이동을 보인다. 백악기 이암쪽 단층면의 주향은 북동 20°, 경사는 남동 62°이다. 단층비지에 대한 ESR 연대측정 결과는 800±100 ka 및 830±190ka로 측정되었다.

## 양산시
양산시 일대에는 단층곡으로 유입된 수류가 양산천을 이루어 양산 단층곡을 따라 남쪽으로 흐른다. 양산 단층에 대한 최초의 공식적 기록인 양산 지질도폭(1964)에 의하면 양산 단층은 양산천과 일치할 것으로 보이며 이의 주향은 북동 15°로서 화성암류를 절단한다.
양산 단층의 남부에 해당하는 통도사-양산 시내 구간의 몇몇 곳에서 양산 단층의 단층대가 확인되었다. 이 가운데 백록리에서는 양산천을 따라 백악기 화산암과 퇴적암이 경계를 반복적으로 이루며 폭 수~수십 m의 단층대가 잘 발달하고 있다. 이 지역의 주단층대는 물론 주변 일대에서 제4기 동안 2회 이상의 활성 단층 운동이 있었던 것으로 보인다. 또한 삼성초교와 삼성중교 사이에 위치하는 북정동 591-2의 사면 공사장에서 제4기의 산록퇴적층에 발달하는 변형구조가 관찰되었다. 이 단층은 제4기 퇴적층의 동쪽이 서쪽의 상부로 이동한 단층 운동의 가능성을 지시하고 있으며, 제4기 단층일 것으로 판단된다.

### 단층 지형
양산시 지역에서는 동, 서측 배후 산지를 따라 선상지가 발달하고 있으며, 양산천을 따라 하안단구가 발달하고 있다. 이는 퇴적학적 측면에서 하천 수력(水力) 외에도 수평 이동 단층 운동과 같은 유로 변동에 의한 요인이 크게 작용한 것으로 해석된다. 아울러, 양산 단층의 서쪽 지괴에서 선상지가 탁월하게 발달하는 것은 서쪽 지괴의 상대적 상승 운동을 반영하는 것으로 판단된다.
양산시 명곡동 일대에는 항공사진 판독 및 수치표고모형(DEM)에 의해 북동-남서 주향의 단층곡과 추정 단층선이 3열 이상 인지되며, 추정 단층선을 따라서 단층와지와 단층구릉 및 비대칭적인 하안단구가 연속적으로 발달하고 있다.

### 월평 단층
양산시 하북면 순지리, 통도사 나들목 남쪽의 월평못 북쪽 지점(양산산림관리청 일대)에서는 월평 1단층, 월평 2단층 2개의 단층이 발견되었다. 선상지 퇴적층의 퇴적시기는 중기 플라이스토세인 500-250 ka으로 측정되었다. 월평 1단층은 우수향 주향이동 및 역단층 운동을, 월평 2단층은 역단층 운동을 보인다. 월평 1단층의 북측 연장으로 추정되는 상천 단층의 ESR 연령과 월평 단층에 의해 변위된 퇴적물의 탄소동위원소 연령 등에 근거해 월평 1, 2단층은 중기 또는 후기 플라이스토세에 운동한 것으로 보인다.
- 월평 1단층(N35°29'50.93", E 129°05'28.38", 월평못 북서 150 m 지점)은 국도 제35호선 공사 현장 절개면의 단층 노두와 간이 트렌치 조사를 통해 확인되었다. 이 단층은 북동 20~25°의 주향을 보이며 이를 경계로 동측의 안산암/규장질 화성암과 서측의 제4기 역암층이 단층으로 접촉한다. 단층면은 수직에 가까운 고각을 보이며 다소 동측으로 경사하고 있어 트렌치 조사 단면에서는 동측의 기반암이 서측의 역암층 위로 충상하는 역단층성의 변위가 관찰된다. 이 지역 일대의 지형 분류에서 고위 단구면으로 분류된 단층 서측의 제4기 역암층이 약 12 m의 상하변위를 보인다.[116] 단층 양쪽에 분포하는 선상지 퇴적층이 기반암과 이루는 부정합면의 표고는 단층을 경계로 동측이 20 m 더 높다.[120] 이 지점은 단층의 발달특성 및 변위량이 상천 1단층 및 가천 1단층과 유사하여 이들의 북쪽 연장부로 해석된 바 있다.[54]
- 월평 2단층(N 35°29'46.59", E 129°05'35.13")은 트렌치조사를 통해 확인되었으며 북동 14°의 주향을 보인다. 이 단층을 경계로 동측의 화강암과 서측의 제4기 역암층이 단층 접촉하며 단층면은 동쪽으로 48~60°경사한다. 단층비지에 대한 K-Ar 연령은 58.7±2.0 Ma으로 측정되었다.[120][68]

### 사기점리 지점
양산시 웅상 지역 사기점마을, 영산대학교 북서 2 km 지점(N 35°26'36.7", E 129°07'48.3")의 웅상 단층은 북북동-남남서 방향의 법기 단층의 선상구조 상에 발달한다. 이 단층은 안산암질암 내에서 북동 28°의 주향과 북서 80°의 경사를 보이며 우수향의 운동감각을 보인다. 단층비지대에 대한 ESR 수치 연대는 400±50 ka, 400±30 ka, 370±60 ka, 400±40 ka, 370±50 ka, 600±40 ka, 480±70 ka, 490±70 ka의 값을 보인다.

### 범어리 지점
양산시 물금면 범어리 협성강변타운아파트 30 m 남쪽 지점(N 35°20'32.3", E 129°01'32.4", 양산시 회현1길3, 지방도 제1022호선 도로변)에는 이암층 내에 폭 10 m의 단층대에 주향 북서 42~66°, 경사 65~79°의 대규모 단층대가 확인되었다. 지층의 층리는 단층 상반이 주향 북서 63°, 경사 북동 36°이며 단층 하반이 주향 북동 72°, 경사 북서 36°으로 단층에 의해 상하반의 지층 자세가 달라졌다. 이 단층대의 북서쪽 연장에는 산성맥암이 단층대를 따라 5 km 연장으로 관입하였다 ESR 연대측정에 의해 단층비지의 연령은 310±20 ka 및 380±60 ka으로 측정되었다.

### 내송리 지점
양산시 동면 내송리(N 35°19'35.06", E 129°03'22.09") 도로절개면에는 안산암과 흑은모 화강암이 주향 북동 83°, 경사 북서 71°의 단층에 의해 접하고 있다. 단층파쇄암대에는 파쇄엽리가 발달되어 있으며 일부는 전단 변형을 심하게 받아 초파쇄암으로 바뀌었다. ESR 연대는 3백만년 이상으로 측정되었다.

### 소토리 지점
양산시 상북면 소토리(N 35°23'7.83", E 129°03'20.44")에는 하안단구 제4기층 내에 2조의 단층이 발달하며 동측의 기반암층이 서측의 제4기 지층을 올라타고 있는 역단층이다.

## 부산광역시
부산광역시 내에서 양산 단층은 부산시 서쪽, 낙동강 본류를 따라 발달하며 낙동강 하굿둑을 지나 남해로 간다. 동래 지질도폭(1978)에 의하면 양산 단층에 의해서 서쪽 지괴가 하강하고 동쪽 지괴가 상승하였다. 부산-가덕 지질도폭(1983)에 의하면 양산 단층은 경주 지질도폭 지역에서부터 남하하여 낙동강 하구까지 내려오는 북동 10°주향의 대규모 단층으로 해당 지역에서는 두꺼운 삼각주 충적층으로 덮여 있어 확인이 불가능하였다.
부산광역시 다대포 지역에 있는 다대포 분지는 경상 분지 본체와 격리되어, 북북동 주향의 양산 단층과 동래 단층 사이에서 이들 두 단층의 좌수향 주향이동에 의해 형성된 인리형 분지(pull-apart basin)이다.

## 남해 해역
김한준 외(2016)은 고분해능 지진파 반사법(high-resolution single-channel seismic reflection profiles)으로 거제시 동쪽 앞바다에서 양산 단층의 연장부를 발견하고 층서적 지시자를 이용해 제4기 활동을 확인하였다. 탄성파 프로파일은 북북동 주향의 단층계가 제4기 층서를 변위시킨 주 단층과 부차 단층들의 집합체임을 나타내며 탄성파 프로파일의 층서학적 분석은 연안의 단층이 제4기에 반복적으로 활동했음을 나타낸다.
| 단층명      | 위치                                     | 좌표 | 성향                   | 주향/경사                             | ESR/OSL 연대측정값                                                                                           |
| ----------- | ---------------------------------------- | --- | ---------------------- | ------------------------------------- | --- |
| 구산 단층   | 울진군 근남면 구산리                     | 북위 36° 56′ 33.2″ 동경 129° 21′ 32.5″ / 북위 36.942556° 동경 129.359028° | 우수향 역단층 이동     | 북동 28°/남동 60°                     | 단층비지 : 369±39 ka 제4기 하안단구층 : 41±4~50±3 ka                                                         |
| 평해 단층   | 영덕군 평해읍 오곡리                     | 북위 36° 44′ 49.6″ 동경 129° 26′ 39.6″ / 북위 36.747111° 동경 129.444333° | 우수향 주향이동        | 남-북/수직                            | 단층비지 ESR : 500±70 ka, 420±70 ka 사질층 OSL : 53±8 ka, 72±5 ka, 97±7 ka                                   |
| 자부터단층  | 영덕군 화수리                            | 북위 36° 26′ 54.8″ 동경 129° 23′ 58.5″ / 북위 36.448556° 동경 129.399583° | 우수향 주향이동        | 북동 10°/남동 80°                     | 단층비지 : 850~920±90 ka                                                                                     |
| 덕곡 단층   | 영덕군 강구면 하저리                     | 북위 36° 24′ 30.2″ 동경 129° 23′ 21.1″ / 북위 36.408389° 동경 129.389194° | 우수향 주향이동        | 북서 6°/남동 40-72°                   | 단층비지 : 660 ka~650 ka                                                                                     |
| 보경사 단층 | 포항시 송라면 보경사 입구 계곡           | 북위 36° 14′ 58.3″ 동경 129° 19′ 04.7″ / 북위 36.249528° 동경 129.317972° | 우수향/좌수향 주향이동 | 북동 10°/북서 80°                     | 단층점토 : 16.5±0.1 Ma 단층비지 20.5±0.4 Ma                                                                  |
| 유계 단층   | 포항시 북구 청하면 유계리                | 북위 36° 12′ 05.2″ 동경 129° 18′ 16.2″ / 북위 36.201444° 동경 129.304500° | 역단층                 | 북동 10°~13°/동 45°                   | 단층비지 : 460~850±110 ka 단층점토 : 34,200~39,000 ka                                                        |
| 반곡 단층   | 포항시 북구 신광면 반곡리                | 북위 36° 10′ 12.9″ 동경 129° 16′ 58.4″ / 북위 36.170250° 동경 129.282889° | 우수향 주향이동        | 북동 42°/북서 85°                     | 단층비지 : 640±60 ka                                                                                         |
| 벽계 단층   | 경주시 강동면 단구리                     | 북위 36° 03′ 34.7″ 동경 129° 15′ 14.0″ / 북위 36.059639° 동경 129.253889° | 우수향 주향이동        | 북동 11°/남동 80°~수직                | 단층비지 ESR : 1,890±70 ka, 420±20 ka, 400±20 ka, 870±70 ka OSL : >88±5 ka, 75±3 ka, 4.0±0.3 ka, 74.4±5.1 ka |
| 신화 단층   | 울산광역시 울주군 삼남면 신화리와 교동리 | 북위 35° 32′ 53.93″ 동경 129° 07′ 21.44″ / 북위 35.5483139° 동경 129.1226222° (신화리) 북위 35° 33′ 09.90″ 동경 129° 06′ 53.30″ / 북위 35.5527500° 동경 129.1148056° (교동리)         | 정이동 우수향          | 북동 40~45°/북서 78~70°               | 단층비지 : 95.1±2.5 Ma                                                                                       |
| 상천 단층   | 울산광역시 울주군 삼남면 상천리          | 북위 35° 32′ 06.59″ 동경 129° 06′ 29.96″ / 북위 35.5351639° 동경 129.1083222° (상천 1단층) 북위 35° 32′ 03.70″ 동경 129° 06′ 43.06″ / 북위 35.5343611° 동경 129.1119611° (상천 2단층) | 역우수향               | 북동 9-30°/남동 70-90° 북북동/수직    | 240~850 ka -                                                                                                 |
| 가천 단층   | 울산광역시 울주군 삼남면 상천리          | 북위 35° 31′ 14.0″ 동경 129° 06′ 6.4″ / 북위 35.520556° 동경 129.101778° (가천 1단층) 북위 35° 31′ 17.86″ 동경 129° 06′ 32.58″ / 북위 35.5216278° 동경 129.1090500° (가천 2단층)      | 역우수향 우수향        | 북동 10~26°/남동 70~80° 북동 35°/수직 | 1000 ka~ 단층비지 : 750± 90 ka, 830±130 ka                                                                   |
| 연봉 단층   | 울산광역시 울주군 삼남면 상천리          | 북위 35° 30′ 41.47″ 동경 129° 05′ 48.98″ / 북위 35.5115194° 동경 129.0969389° | 역단층                 | 북동/수직, 동-서/북 15°               | - |
| 조일 단층   | 울산광역시 울주군 삼남면 조일리          | 북위 35° 30′ 21.3″ 동경 129° 05′ 59.4″ / 북위 35.505917° 동경 129.099833° | 역우수향               | 북동 10°/남동 76°                     | 단층비지 : 800±100 ka 및 830±190 ka                                                                          |
| 월평 단층   | 양산시 하북면 순지리                     | 북위 35° 29′ 50.93″ 동경 129° 05′ 28.38″ / 북위 35.4974806° 동경 129.0912167° (월평 1단층) 북위 35° 29′ 46.59″ 동경 129° 05′ 35.13″ / 북위 35.4962750° 동경 129.0930917° (월평 2단층) | 역우수향               | 북동 25°/수직 북동 14°/남동 48-60°    | - 58.7 Ma |
| 웅상 단층   | 양산시 웅상읍 사기점리                   | 북위 35° 26′ 36.7″ 동경 129° 07′ 48.3″ / 북위 35.443528° 동경 129.130083° | 우수향                 | 북동 28°/북서 80°                     | 단층비지 : 600±40 ka~370±50 ka                                                                               |
| 교동 단층   | 양산시 물금면 범어리                     | 북위 35° 20′ 32.″ 동경 129° 01′ 32.4″ / 북위 35.34222° 동경 129.025667° | 좌수향                 | 북서 42°/남서 65°~79°                 | 단층비지 : 380±60 ka~310±20 ka                                                                               |
| 다방 단층   | 양산시 동면 내송리                       | 북위 35° 19′ 35.06″ 동경 129° 03′ 22.09″ / 북위 35.3264056° 동경 129.0561361° | 우수향                 | 북동 83°/북서 71°                     | 단층비지 : >3000 ka                                                                                          |
| 소토리 단층 | 양산시 소토리                            | 북위 35° 23′ 7.83″ 동경 129° 03′ 20.44″ / 북위 35.3855083° 동경 129.0556778° | 역단층                 | 북동 25°/북서 30°                     | |

## 같이 보기
- 한국의 단층
- 동래 단층
- 일광 단층
- 모량 단층
- 울산 단층
- 연일구조선
- 가음 단층
- 읍천 단층
- 수렴 단층
- 한국의 지질
  - 경상 분지
  - 울진군의 지질
  - 영덕군의 지질
  - 포항 분지
  - 부산광역시의 지질
- 한국의 지진
  - 경주 지진
  - 1997년 경주 지진
  - 2016년 경주 지진